# Liste der Flüsse in Frankreich

Die wichtigsten Flüsse Frankreichs

Diese Seite dokumentiert Frankreichs Flüsse. Die Aufstellung erhebt keinen Anspruch auf Vollständigkeit. Sie besteht aus folgenden Abschnitten:
1. Aufstellung nach Flusslänge
2. Alphabetischen Aufstellung
3. Siehe auch
4. Weblinks

Die Flüsse in den französischen Überseegebieten werden in separaten Listen aufgeführt:
- Französisch-Guayana: siehe Liste der Flüsse in Französisch-Guayana

## Nach Länge

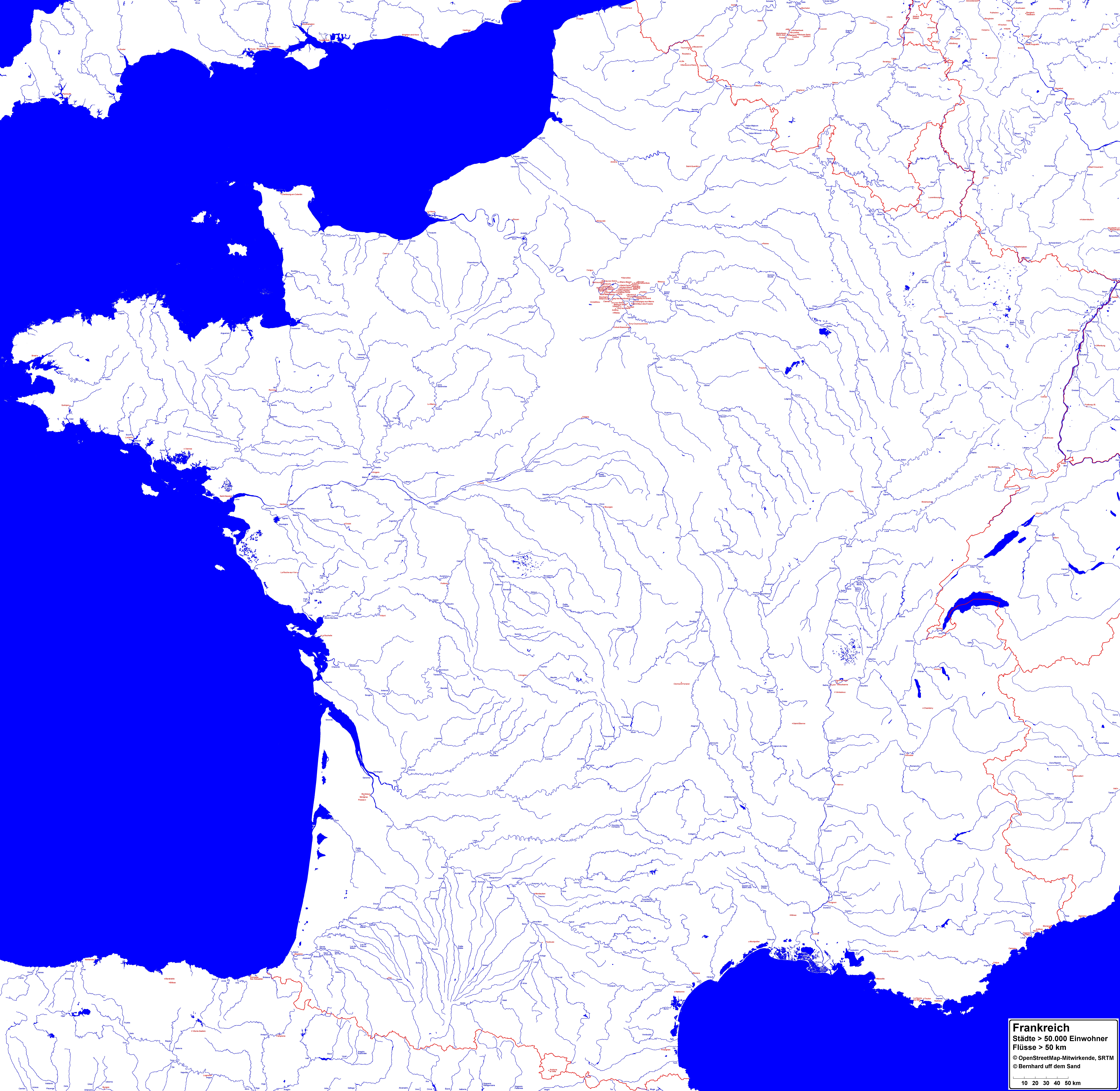
Flüsse Frankreichs (ohne Korsika) mit mehr als 50 km Länge

Die angeführte Flusslänge soll mit den Angaben im jeweils referenzierten Hauptartikel des Flusses übereinstimmen (auf volle Kilometer gerundet). Die Länge kann je nach verwendeter Datenquelle differieren, daher sollte sie dort als Einzelnachweis dokumentiert werden. Flüsse < 50 Kilometer werden nicht aufgenommen.
| Name               | Mündung            | Länge in km                                             |
| ------------------ | ------------------ | ------------------------------------------------------- |
| Rhein              | Nordsee            | 1233 (davon berühren 185 km französisches Staatsgebiet) |
| Loire              | Atlantik           | 1006                                                    |
| Maas               | Nordsee            | 925 (davon ca. 550 km auf französischem Staatsgebiet)   |
| Rhône              | Mittelmeer         | 812 (davon 545 km auf französischem Staatsgebiet)       |
| Seine              | Ärmelkanal         | 775                                                     |
| Garonne            | Gironde            | 572 (davon ca. 529 km auf französischem Staatsgebiet)   |
| Mosel              | Rhein              | 544 (davon ca. 313 km auf französischem Staatsgebiet)   |
| Marne              | Seine              | 514                                                     |
| Lot                | Garonne            | 485                                                     |
| Dordogne           | Gironde            | 483                                                     |
| Saône              | Rhône              | 473                                                     |
| Doubs              | Saône              | 453 (davon ca. 424 km auf französischem Staatsgebiet)   |
| Allier             | Loire              | 421                                                     |
| Charente           | Atlantik           | 381                                                     |
| Tarn               | Garonne            | 380                                                     |
| Cher               | Loire              | 365                                                     |
| Vienne             | Loire              | 363                                                     |
| Schelde            | Nordsee            | 360 (davon ca. 104 km auf französischem Staatsgebiet)   |
| Aisne              | Oise               | 356                                                     |
| Oise               | Seine              | 341                                                     |
| Durance            | Rhône              | 323                                                     |
| Loir               | Sarthe             | 319                                                     |
| Sarthe             | Maine              | 314                                                     |
| Adour              | Atlantik           | 308                                                     |
| Yonne              | Seine              | 292                                                     |
| Aveyron            | Tarn               | 291                                                     |
| Isère              | Rhône              | 286                                                     |
| Indre              | Loire              | 280                                                     |
| Creuse             | Vienne             | 263                                                     |
| Isle               | Dordogne           | 255                                                     |
| Aube               | Seine              | 249                                                     |
| Somme              | Ärmelkanal         | 245                                                     |
| Saar               | Mosel              | 235 (davon ca. 129 km auf französischem Staatsgebiet)   |
| Eure               | Seine              | 229                                                     |
| Aude               | Mittelmeer         | 224                                                     |
| Vilaine            | Atlantik           | 218                                                     |
| Ill                | Rhein              | 217                                                     |
| Ognon              | Saône              | 214                                                     |
| Vézère             | Dordogne           | 211                                                     |
| Gartempe           | Creuse             | 205                                                     |
| Mayenne            | Maine              | 203                                                     |
| Armançon           | Yonne              | 202                                                     |
| Dronne             | Isle               | 201                                                     |
| Agout              | Tarn               | 194                                                     |
| Sambre             | Meuse              | 193                                                     |
| Ain                | Rhône              | 190                                                     |
| Baïse              | Garonne            | 188                                                     |
| Serein             | Yonne              | 188                                                     |
| Sauldre            | Cher               | 184                                                     |
| Gave de Pau        | Gaves Réunis       | 180                                                     |
| Gers               | Garonne            | 175                                                     |
| Orne               | Ärmelkanal         | 170                                                     |
| Viaur              | Aveyron            | 168                                                     |
| Truyère            | Lot                | 167                                                     |
| Verdon             | Durance            | 167                                                     |
| Huisne             | Sarthe             | 165                                                     |
| Sioule             | Allier             | 164                                                     |
| Ariège             | Garonne            | 163                                                     |
| Arrats             | Garonne            | 162                                                     |
| Meurthe            | Mosel              | 161                                                     |
| Sèvre Niortaise    | Atlantik           | 158                                                     |
| Arnon              | Cher               | 151                                                     |
| Blavet             | Atlantik           | 149                                                     |
| Hérault            | Mittelmeer         | 148                                                     |
| Oust               | Vilaine            | 145                                                     |
| Risle              | Seine              | 145                                                     |
| Clain              | Vienne             | 144                                                     |
| Save               | Garonne            | 144                                                     |
| Loing              | Seine              | 143                                                     |
| Thouet             | Loire              | 143                                                     |
| Aulne              | Atlantik           | 141                                                     |
| Dore               | Allier             | 140                                                     |
| Vesle              | Aisne              | 139                                                     |
| Seille             | Mosel              | 138                                                     |
| Gimone             | Garonne            | 136                                                     |
| Orb                | Mittelmeer         | 136                                                     |
| Hers-Vif           | Ariège             | 135                                                     |
| Dropt              | Garonne            | 132                                                     |
| Iton               | Eure               | 132                                                     |
| Arros              | Adour              | 130                                                     |
| Drac               | Isère              | 130                                                     |
| Arroux             | Loire              | 128                                                     |
| Cèze               | Rhône              | 128                                                     |
| Gardon             | Rhône              | 128                                                     |
| Vire               | Ärmelkanal         | 128                                                     |
| Arc                | Isère              | 127                                                     |
| Aire               | Aisne              | 125                                                     |
| Ardèche            | Rhône              | 125                                                     |
| Loue               | Doubs              | 122                                                     |
| Cère               | Dordogne           | 120                                                     |
| Osse               | Gélise             | 120                                                     |
| Lay                | Atlantik           | 120                                                     |
| Grand Morin        | Marne              | 118                                                     |
| Gabas              | Adour              | 117                                                     |
| Argens             | Mittelmeer         | 116                                                     |
| Dadou              | Agout              | 116                                                     |
| Eyre               | Atlantik           | 116                                                     |
| Têt                | Mittelmeer         | 116                                                     |
| Beuvron            | Loire              | 115                                                     |
| Saulx              | Marne              | 115                                                     |
| Eygues             | Rhône              | 114                                                     |
| Nied               | Saar               | 114 (davon ca. 97 km auf französischem Staatsgebiet)    |
| Var                | Mittelmeer         | 114                                                     |
| Cure               | Yonne              | 113                                                     |
| Epte               | Seine              | 113                                                     |
| Tardoire           | Bonnieure          | 113                                                     |
| Auvézère           | Isle               | 112                                                     |
| Chiers             | Meuse              | 112                                                     |
| Drôme              | Rhône              | 111                                                     |
| Arve               | Rhône              | 108                                                     |
| Authie             | Ärmelkanal         | 108                                                     |
| Taurion            | Vienne             | 108                                                     |
| Touques            | Ärmelkanal         | 108                                                     |
| Besbre             | Loire              | 106                                                     |
| Ornain             | Saulx              | 106                                                     |
| Dives              | Ärmelkanal         | 105                                                     |
| Célé               | Lot                | 104                                                     |
| Rance              | Ärmelkanal         | 104                                                     |
| Oudon              | Mayenne            | 103                                                     |
| Aron               | Loire              | 101                                                     |
| Couesnon           | Ärmelkanal         | 101                                                     |
| Essonne            | Seine              | 101                                                     |
| Seille             | Saône              | 101                                                     |
| Authion            | Loire              | 100                                                     |
| Canche             | Ärmelkanal         | 100                                                     |
| Gave d’Oloron      | Gaves Réunis       | 100                                                     |
| Louge              | Garonne            | 100                                                     |
| Ource              | Seine              | 100                                                     |
| Arconce            | Loire              | 99                                                      |
| Boutonne           | Charente           | 99                                                      |
| Yerres             | Seine              | 98                                                      |
| Ciron              | Garonne            | 97                                                      |
| Erdre              | Loire              | 97                                                      |
| Grosne             | Saône              | 97                                                      |
| Madon              | Mosel              | 97                                                      |
| Seiche             | Vilaine            | 97                                                      |
| Zorn               | Moder              | 97                                                      |
| Serre              | Oise               | 96                                                      |
| Corrèze            | Vézère             | 95                                                      |
| Cosson             | Beuvron            | 95                                                      |
| Ouche              | Saône              | 95                                                      |
| Petite Creuse      | Creuse             | 95                                                      |
| Vidourle           | Mittelmeer         | 95                                                      |
| Thérain            | Oise               | 94                                                      |
| Maronne            | Dordogne           | 93                                                      |
| Sienne             | Ärmelkanal         | 93                                                      |
| Ouvèze             | Rhône              | 93                                                      |
| Vingeanne          | Saône              | 93                                                      |
| Don                | Vilaine            | 92                                                      |
| Èvre               | Loire              | 92                                                      |
| Gélise             | Baïse              | 92                                                      |
| Anglin             | Gartempe           | 91                                                      |
| Bandiat            | Tardoire           | 91                                                      |
| Layon              | Loire              | 90                                                      |
| Aa                 | Nordsee            | 89                                                      |
| Golo               | Mittelmeer         | 89                                                      |
| Hers-Mort          | Garonne            | 89                                                      |
| Tavignano          | Mittelmeer         | 89                                                      |
| Cisse              | Loire              | 88                                                      |
| Alagnon            | Allier             | 87                                                      |
| Boulogne           | Acheneau           | 87                                                      |
| Cérou              | Aveyron            | 87                                                      |
| Claise             | Creuse             | 87                                                      |
| Coulon             | Durance            | 87                                                      |
| Dourdou de Camarès | Tarn               | 87                                                      |
| Blaise             | Marne              | 86                                                      |
| Louts              | Adour              | 86                                                      |
| Ourcq              | Marne              | 86                                                      |
| Petit Morin        | Marne              | 86                                                      |
| Arize              | Garonne            | 85                                                      |
| Buëch              | Durance            | 85                                                      |
| Chassezac          | Ardèche            | 85                                                      |
| Lignon du Velay    | Loire              | 85                                                      |
| Luy de France      | Luy                | 85                                                      |
| Sélune             | Ärmelkanal         | 85                                                      |
| Vègre              | Sarthe             | 85                                                      |
| Bourbince          | Arroux             | 84                                                      |
| Bouzanne           | Creuse             | 84                                                      |
| Dourdou de Conques | Tarn               | 84                                                      |
| Meu                | Vilaine            | 84                                                      |
| Orbieu             | Aude               | 84                                                      |
| Ouanne             | Loing              | 84                                                      |
| Tech               | Mittelmeer         | 84                                                      |
| Arc                | Mittelmeer         | 83                                                      |
| Eyrieux            | Rhône              | 83                                                      |
| Seugne             | Charente           | 83                                                      |
| Tille              | Saône              | 83                                                      |
| Ubaye              | Durance            | 83                                                      |
| Agly               | Mittelmeer         | 82                                                      |
| Aure               | Vire               | 82                                                      |
| Bidouze            | Adour              | 82                                                      |
| Moder              | Rhein              | 82                                                      |
| Suippe             | Aisne              | 82                                                      |
| Avre               | Eure               | 80                                                      |
| Orne               | Mosel              | 80                                                      |
| Yèvre              | Cher               | 80                                                      |
| Benaize            | Anglin             | 79                                                      |
| Nive               | Atlantik           | 79                                                      |
| Scorff             | Blavet             | 79                                                      |
| Sée                | Ärmelkanal         | 79                                                      |
| Romanche           | Drac               | 78                                                      |
| Yser               | Nordsee            | 78                                                      |
| Ance               | Loire              | 77                                                      |
| Auron              | Yèvre              | 77                                                      |
| Bruche             | Ill                | 77                                                      |
| Luy de Béarn       | Luy                | 77                                                      |
| Tardes             | Cher               | 77                                                      |
| Asse               | Durance            | 76                                                      |
| Clouère            | Clain              | 76                                                      |
| Ellé               | Atlantik           | 76                                                      |
| Braye              | Loir               | 75                                                      |
| Mortagne           | Meurthe            | 75                                                      |
| Petite Baïse       | Baïse              | 75                                                      |
| Reyssouze          | Saône              | 75                                                      |
| Vezouze            | Meurthe            | 75                                                      |
| Auzoue             | Gélise             | 74                                                      |
| Lez                | Rhône              | 74                                                      |
| Salat              | Garonne            | 74                                                      |
| Suran              | Ain                | 74                                                      |
| Touch              | Garonne            | 74                                                      |
| Neste              | Garonne            | 73                                                      |
| Rognon             | Marne              | 73                                                      |
| Semnon             | Vilaine            | 73                                                      |
| Vonne              | Clain              | 73                                                      |
| Bourbre            | Rhône              | 72                                                      |
| Brenne             | Armançon           | 72                                                      |
| Bresle             | Ärmelkanal         | 72                                                      |
| Dive               | Thouet             | 72                                                      |
| Fier               | Rhône              | 72                                                      |
| Salon              | Saône              | 72                                                      |
| Seulles            | Ärmelkanal         | 72                                                      |
| Trieux             | Ärmelkanal         | 72                                                      |
| Argenton           | Thouet             | 71                                                      |
| Dheune             | Saône              | 71                                                      |
| Erve               | Sarthe             | 71                                                      |
| Roubion            | Rhône              | 71                                                      |
| Bléone             | Durance            | 70                                                      |
| Doux               | Rhône              | 70                                                      |
| Lèze               | Ariège             | 70                                                      |
| Luy                | Adour              | 70                                                      |
| Tinée              | Var                | 70                                                      |
| Bienne             | Ain                | 69                                                      |
| Chée               | Saulx              | 69                                                      |
| Helpe Majeure      | Sambre             | 69                                                      |
| Isac               | Vilaine            | 69                                                      |
| Maulde             | Vienne             | 69                                                      |
| Moine              | Sèvre Nantaise     | 69                                                      |
| Aujon              | Aube               | 68                                                      |
| Morge              | Allier             | 68                                                      |
| Seudre             | Atlantik           | 68                                                      |
| Aff                | Oust               | 67                                                      |
| Autise             | Sèvre Niortaise    | 67                                                      |
| Bès                | Truyère            | 67                                                      |
| Cousin             | Cure               | 67                                                      |
| Othain             | Chiers             | 67                                                      |
| Vair               | Maas               | 67                                                      |
| Veyle              | Saône              | 67                                                      |
| Arz                | Oust               | 66                                                      |
| Avre               | Somme              | 66                                                      |
| Bidassoa           | Atlantik           | 66                                                      |
| Estéron            | Var                | 66                                                      |
| Né                 | Charente           | 66                                                      |
| Taravo             | Mittelmeer         | 66                                                      |
| Bouble             | Sioule             | 65                                                      |
| Chère              | Vilaine            | 65                                                      |
| Ernée              | Mayenne            | 65                                                      |
| Séoune             | Garonne            | 65                                                      |
| Girou              | Hers-Mort          | 64                                                      |
| Lanterne           | Saône              | 64                                                      |
| Luzège             | Dordogne           | 64                                                      |
| Acolin             | Loire              | 63                                                      |
| Bouès              | Arros              | 63                                                      |
| Charentonne        | Risle              | 63                                                      |
| Fresquel           | Aude               | 63                                                      |
| Mouzon             | Maas               | 63                                                      |
| Petite Sauldre     | Sauldre            | 63                                                      |
| Rance              | Tarn               | 63                                                      |
| Senouire           | Allier             | 63                                                      |
| Auroue             | Garonne            | 62                                                      |
| Auxance            | Clain              | 62                                                      |
| Azergues           | Saône              | 62                                                      |
| Bar                | Maas               | 62                                                      |
| Claie              | Oust               | 62                                                      |
| Odet               | Atlantik           | 62                                                      |
| Solnan             | Seille             | 62                                                      |
| Thoré              | Agout              | 62                                                      |
| Vie                | Atlantik           | 62                                                      |
| Aubetin            | Grand Morin        | 61                                                      |
| Barguelonne        | Garonne            | 61                                                      |
| Béthune            | Arques             | 61                                                      |
| Gardon d’Alès      | Gardon             | 61                                                      |
| Indrois            | Indre              | 61                                                      |
| Lié                | Oust               | 61                                                      |
| Sor                | Agout              | 61                                                      |
| Brame              | Gartempe           | 60                                                      |
| Lizonne            | Dronne             | 60                                                      |
| Ninian             | Oust               | 60                                                      |
| Rhins              | Loire              | 60                                                      |
| Somme-Soude        | Marne              | 60                                                      |
| Varenne            | Mayenne            | 60                                                      |
| Ailette            | Oise               | 59                                                      |
| Albarine           | Ain                | 59                                                      |
| Fouzon             | Cher               | 59                                                      |
| Lignon du Forez    | Loire              | 59                                                      |
| Touloubre          | Mittelmeer         | 59                                                      |
| Vanne              | Yonne              | 59                                                      |
| Allaine            | Doubs              | 58 (davon ca. 27 km auf französischem Staatsgebiet)     |
| Briance            | Vienne             | 58                                                      |
| Colagne            | Lot                | 58                                                      |
| Drôme              | Aure               | 58                                                      |
| Jouanne            | Mayenne            | 58                                                      |
| Lathan             | Authion            | 58                                                      |
| Léguer             | Ärmelkanal         | 58                                                      |
| Nied Allemande     | Nied               | 58                                                      |
| Vis                | Hérault            | 58                                                      |
| Andelle            | Seine              | 57                                                      |
| Lemboulas          | Tarn               | 57                                                      |
| Rhue               | Dordogne           | 57                                                      |
| Vauvise            | Loire              | 57                                                      |
| Arn                | Thoré              | 56                                                      |
| Alène              | Aron               | 56                                                      |
| Aumance            | Cher               | 56                                                      |
| Auray              | Atlantik           | 56                                                      |
| Auvignon           | Garonne            | 56                                                      |
| Avance             | Garonne            | 56                                                      |
| Céor               | Viaur              | 56                                                      |
| Chapeauroux        | Allier             | 56                                                      |
| Élorn              | Atlantik           | 56                                                      |
| Galaure            | Rhône              | 56                                                      |
| Largue             | Durance            | 56                                                      |
| Lées               | Adour              | 56                                                      |
| Sormonne           | Maas               | 56                                                      |
| Ton                | Oise               | 56                                                      |
| Voire              | Aube               | 56                                                      |
| Yon                | Lay                | 56                                                      |
| Céou               | Dordogne           | 55                                                      |
| Côney              | Saône              | 55                                                      |
| Rupt de Mad        | Mosel              | 55                                                      |
| Sane-Morte         | Sane-Vive          | 55                                                      |
| Sevron             | Solnan             | 55                                                      |
| Artuby             | Verdon             | 54                                                      |
| Brenne             | Seille             | 54                                                      |
| Cesse              | Aude               | 54                                                      |
| Chavanon           | Dordogne           | 54                                                      |
| Chéran             | Fier               | 54                                                      |
| Diège              | Dordogne           | 54                                                      |
| Lary               | Isle               | 54                                                      |
| Lède               | Lot                | 54                                                      |
| Orge               | Seine              | 54                                                      |
| Rère               | Sauldre            | 54                                                      |
| Saison             | Gave d’Oloron      | 54                                                      |
| Vaige              | Sarthe             | 54                                                      |
| Voueize            | Tardes             | 54                                                      |
| Arguenon           | Ärmelkanal         | 53                                                      |
| Berre              | Mittelmeer         | 53                                                      |
| Brenne             | Cisse              | 53                                                      |
| Juine              | Essonne            | 53                                                      |
| Loison             | Chiers             | 53                                                      |
| Nesque             | Sorgue de Velleron | 53                                                      |
| Orne Saosnoise     | Sarthe             | 53                                                      |
| Rère               | Sauldre            | 53                                                      |
| Vère               | Aveyron            | 53                                                      |
| Chalaronne         | Saône              | 52                                                      |
| Côle               | Dronne             | 52                                                      |
| Estampon           | Douze              | 52                                                      |
| Ével               | Blavet             | 52                                                      |
| Gesse              | Save               | 52                                                      |
| Goul               | Truyère            | 52                                                      |
| Guil               | Durance            | 52                                                      |
| Salleron           | Anglin             | 52                                                      |
| Soulles            | Ärmelkanal         | 52                                                      |
| Thouaret           | Thouet             | 52                                                      |
| Verzée             | Oudon              | 52                                                      |
| Doustre            | Dordogne           | 51                                                      |
| Largue             | Ill                | 51                                                      |
| Loue               | Isle               | 51                                                      |
| Lunain             | Loing              | 51                                                      |
| Rahin              | Ognon              | 51                                                      |
| Triouzoune         | Dordogne           | 51                                                      |
| Vallière           | Solnan             | 51                                                      |
| Abloux             | Anglin             | 50                                                      |
| Aix                | Loire              | 50                                                      |
| Andelot            | Allier             | 50                                                      |
| Aroffe             | Maas               | 50                                                      |
| Barse              | Seine              | 50                                                      |
| Coise              | Loire              | 50                                                      |
| Colmont            | Mayenne            | 50                                                      |
| Gijou              | Agout              | 50                                                      |
| Guiers             | Rhône              | 50                                                      |
| Helpe Mineure      | Sambre             | 50                                                      |
| Nièvre             | Loire              | 50                                                      |
| Ognon              | Acheneau           | 50                                                      |
| Semme              | Gartempe           | 50                                                      |
| Smagne             | Lay                | 50                                                      |
| Vincou             | Gartempe           | 50                                                      |
| Vologne            | Mosel              | 50                                                      |

## Tabelle von Flüssen mit einer Länge von mindestens 50 km in Frankreich
| Name                 | mündet in          | Mündungsseite | Gewässerkennzahl | Gesamtlänge in km | Anmerkung                                        | Einzugsgebiet in km² | Quelle / Zusammenfluss              | Quellhöhe in m ü. NHN | Mündung                         | Mündungshöhe in m ü. NHN | Mittlerer Abfluss in m³/s |
| -------------------- | ------------------ | ------------- | ---------------- | ----------------- | ------------------------------------------------ | -------------------- | ----------------------------------- | --------------------- | ------------------------------- | ------------------------ | ------------------------- |
| Aa                   | Nordsee            | –             | FR: E4030570     | .0000089          | –                                                | –                    | Bourthes                            | .0000120              | Gravelines                      | .0000000                 | –                         |
| Abloux               | Anglin             | rechts        | FR: L55-0300     | .0000050          | –                                                | .0000531             | Azerables                           | .0000362              | Prissac                         | .0000110                 | –                         |
| Acheneau             | Loire              | links         | FR: M8--0270     | .0000030          | –                                                | .000000              | Lac de Grand-Lieu                   | .0000003              | Le Pellerin                     | .0000001                 | –                         |
| Acolin               | Loire              | links         | FR: K1--0150     | .0000063          | –                                                | .000000              | Mercy                               | .0000284              | Avril-sur-Loire                 | .0000180                 | –                         |
| Adour                | Atlantik           | –             | FR: Q---0000     | .0000308          | –                                                | .0016.912            | Aspin-Aure                          | .0001.580             | Bayonne                         | .0000000                 | –                         |
| Aff                  | Oust               | links         | FR: J8--0240     | .0000067          | –                                                | .000000              | Paimpont                            | .0000172              | Glénac                          | .0000005                 | –                         |
| Agly                 | Mittelmeer         | –             | FR: Y06-0400     | .0000082          | –                                                | .0001.100            | Bugarach                            | .0000720              | Le Barcarès                     | .0000000                 | .0000006                  |
| Agout                | Tarn               | links         | FR: O4--0250     | .0000194          |                                                  | .0003.497            | Monts de l’Espinouse                | .0001.060             | Saint-Sulpice-la-Pointe         | .0000098                 | .0000041                  |
| Eygues               | Rhône              | links         | FR: V53-0400     | .0000114          | –                                                | .0000473             | Chauvac-Laux-Montaux                | .0001.140             | Caderousse                      | .0000026                 | .0000006                  |
| Ailette              | Oise               | links         | FR: H02-0400     | .0000059          | –                                                | .000000              | Sainte-Croix                        | .0000125              | Manicamp                        | .0000040                 | –                         |
| Ain                  | Rhône              | rechts        | FR: V2--0200     | .0000190          | –                                                | .0003.765            | Conte                               | .0000680              | Saint-Maurice-de-Gourdans       | .0000185                 | .0000120                  |
| Aire                 | Aisne              | rechts        | FR: H11-0400     | .0000125          | –                                                | .0001.000            | Saint-Aubin-sur-Aire                | .0000350              | Termes                          | .0000105                 | .0000013                  |
| Aisne                | Oise               | links         | FR: H1--0200     | .0000356          | –                                                | .000000              | Rembercourt-Sommaisne               | .0000240              | Compiègne                       | .0000030                 | –                         |
| Aix                  | Loire              | links         | FR: K08-0300     | .0000050          | –                                                | .000000              | Chausseterre                        | .0000896              | Saint-Georges-de-Baroille       | .0000320                 | –                         |
| Alagnon              | Allier             | links         | FR: K25-0300     | .0000087          | –                                                | .000000              | Laveissière                         | .0001.590             | Auzat-la-Combelle               | .0000390                 | –                         |
| Albarine             | Ain                | link          | FR: V29-0400     | .0000059          | –                                                | .000000              | Brénod                              | .0000950              | Châtillon-la-Palud              | .0000220                 | –                         |
| Alène                | Aron               | links         | FR: K17-0310     | .0000056          | –                                                | .000000              | Poil                                | .0000410              | Cercy-la-Tour                   | .0000194                 | –                         |
| Allaine              | Doubs              | –             | FR: U23-0400     | .0000058          | davon 27 km in F                                 | .000000              | Charmoille                          | .0000540              | Voujeaucourt                    | .0000310                 | .0000022                  |
| Allier               | Loire              | links         | FR: K---0080     | .0000421          | –                                                | .000000              | Chasseradès                         | .0001.503             | Cuffy                           | .0000167                 | –                         |
| Alzette              | Sûre               | rechts        | FR: A89-0200     | .0000073          | nur zum Teil in F                                | .0001.172            | Villerupt                           | .0000305              | Ettelbrück                      | .0000192                 | .0000011                  |
| Ance                 | Loire              | links         | FR: K05-0300     | .0000077          | –                                                | .000000              | Monts du Forez                      | .0001.304             | Bas-en-Basset                   | .0000440                 | –                         |
| Andelle              | Seine              | rechts        | FR: H32-0400     | .0000057          | –                                                | .000000              | Serqueux                            | .0000151              | Pîtres                          | .0000007                 | –                         |
| Andelot              | Allier             | links         | FR: K31-0300     | .0000050          | –                                                | .0000218             | Saint-Agoulin                       | .0000540              | Paray-sous-Briailles            | .0000230                 | –                         |
| Anglin               | Gartempe           | rechts        | FR: L5--0190     | .0000091          | –                                                | .0001.693            | Azerables                           | .0000375              | Angles-sur-l’Anglin             | .0000082                 | –                         |
| Antenne              | Charente           | rechts        | FR: R32-0430     | .0000049          | –                                                | .000000              | Fontaine-Chalendray                 | .0000103              | Cognac                          | .0000005                 | –                         |
| Arc                  | Mittelmeer         | –             | FR: Y4--0200     | .0000083          | –                                                | .0000728             | Saint-Maximin-la-Sainte-Baume       | .0000490              | Berre-l’Étang                   | .0000002                 | .0000004                  |
| Arc                  | Isère              | links         | FR: W10-0400     | .0000127          | –                                                | .0001.985            | Bonneval-sur-Arc                    | .0002.760             | Chamousset                      | .0000295                 | .0000031                  |
| Arconce              | Loire              | rechts        | FR: K11-0320     | .0000099          | –                                                | .000000              | Mary                                | .0000458              | Varenne-Saint-Germain           | .0000229                 | –                         |
| Ardèche              | Rhône              | rechts        | FR: V50-0400     | .0000125          | –                                                | .0002.376            | Astet                               | .0001.430             | Pont-Saint-Esprit               | .0000045                 | .0000065                  |
| Argens               | Mittelmeer         | –             | FR: Y5--0200     | .0000116          | –                                                | .000000              | Seillons-Source-d’Argens            | .0000283              | Fréjus                          | .0000000                 | .0000019                  |
| Argenton             | Thouet             | links         | FR: L83-0300     | .0000071          | –                                                | .000000              | Bressuire                           | .0000203              | Saint-Martin-de-Sanzay          | .0000035                 | –                         |
| Arguenon             | Ärmelkanal         |               | FR: J11-0300     | .0000053          | –                                                | .0000534             | Le Gouray                           | .0000172              | Créhen                          | .0000000                 | –                         |
| Ariège               | Garonne            | rechts        | FR: O1--0250     | .0000163          | –                                                | .0004.135            | Porta                               | .0002.470             | Portet-sur-Garonne              | .0000140                 | .0000076                  |
| Arize                | Garonne            | rechts        | FR: O07-0400     | .0000085          | –                                                | .000000              | Sentenac-de-Sérou                   | .0001.240             | Carbonne                        | .0000200                 | –                         |
| Armançon             | Yonne              | rechts        | FR: F3--0210     | .0000202          | –                                                | .0003.077            | Meilly-sur-Rouvres                  | .0000420              | Migennes                        | .0000080                 | –                         |
| Arn                  | Thoré              | links         | FR: O43-0430     | .0000056          | –                                                | .000000              | Fraisse-sur-Agout                   | .0001.000             | Mazamet                         | .0000215                 | –                         |
| Arnon                | Cher               | links         | FR: K6--0240     | .0000151          | –                                                | .0002.274            | Saint-Marien                        | .0000455              | Vierzon                         | .0000096                 | –                         |
| Aroffe               | Maas               | rechts        | FR: B20-0200     | .0000050          | –                                                | .0000265             | Beuvezin                            | .0000445              | Rigny-la-Salle                  | .0000243                 | .0000001                  |
| Aron                 | Loire              | rechts        | FR: K17-0300     | .0000101          | –                                                | .000000              | Saint-Révérien                      | .0000335              | Decize                          | .0000190                 | –                         |
| Arques               | Ärmelkanal         | –             | FR: G2--0200     | .0000006          | Vereinigung von Varenne, Béthune und Eaulne      | .000000              | Arques-la-Bataille                  | .0000004              | Dieppe                          | .0000000                 | –                         |
| Arrats               | Garonne            | links         | FR: O---0240     | .0000162          | –                                                | .000000              | Lannemezan                          | .0000616              | Saint-Loup                      | .0000060                 | .0000003                  |
| Arros                | Adour              | rechts        | FR: Q0--0250     | .0000130          | –                                                | .000000              | Esparros                            | .0000586              | Termes-d’Armagnac               | .0000113                 | –                         |
| Arroux               | Loire              | rechts        | FR: K1--0180     | .0000128          | –                                                | .000000              | Culètre                             | .0000430              | Digoin                          | .0000224                 | –                         |
| Artuby               | Verdon             | links         | FR: X24-0400     | .0000054          | –                                                | .000000              | Peyroules                           | .0001.250             | Rougon                          | .0000570                 | –                         |
| Arve                 | Rhône              | links         | FR: V0--0200     | .0000108          | davon 8,5 km in CH                               | .0001.973            | Col de Balme                        | .0002.212             | Genf                            | .0000370                 | .0000077                  |
| Arz                  | Oust               | rechts        | FR: J88-0300     | .0000066          | –                                                | .000000              | Plaudren                            | .0000110              | Saint-Jean-la-Poterie           | .0000003                 | –                         |
| Asse                 | Durance            | links         | FR: X14-0400     | .0000076          | –                                                | .000000              | Tartonne                            | .0001.650             | Oraison                         | .0000320                 | –                         |
| Aube                 | Seine              | rechts        | FR: F1--0200     | .0000249          | –                                                | .0004.595            | Auberive                            | .0000378              | Marcilly-sur-Seine              | .0000068                 | –                         |
| Aubetin              | Grand Morin        | links         | FR: F65-0410     | .0000061          | –                                                | .000000              | Louan-Villegruis-Fontaine           | .0000171              | Pommeuse                        | .0000105                 | –                         |
| Aude                 | Mittelmeer         | –             | FR: Y1--0200     | .0000224          | –                                                | .0005.327            | Les Angles                          | .0002.180             | Fleury                          | .0000000                 | –                         |
| Aujon                | Aube               | rechts        | FR: F11-0400     | .0000068          | –                                                | .000000              | Perrogney-les-Fontaines             | .0000440              | Longchamp-sur-Aujon             | .0000185                 | –                         |
| Aulne                | Atlantik           | –             | FR: J3--0180     | .0000141          | –                                                | .000000              | Lohuec                              | .0000300              | Bucht von Brest                 | .0000000                 | –                         |
| Aumance              | Cher               | rechts        | FR: K53-0300     | .0000056          | –                                                | .000000              | Rocles                              | .0000390              | Meaulne                         | .0000164                 | –                         |
| Auray                | Atlantik           | –             | FR: J62-0300     | .0000056          | –                                                | .000000              | Plaudren                            | .0000135              | Locmariaquer                    | .0000000                 | –                         |
| Aure                 | Vire               | rechts        | FR: I4--0210     | .0000082          | –                                                | .000000              | Caumont-l’Éventé                    | .0000220              | Isigny-sur-Mer                  | .0000003                 | –                         |
| Auron                | Yèvre              | links         | FR: K56-0300     | .0000077          | –                                                | .000000              | Couleuvre                           | .0000267              | Bourges                         | .0000215                 | –                         |
| Auroue               | Garonne            | links         | FR: O6150500     | .0000062          | –                                                | .000000              | Crastes                             | .0000230              | Saint-Nicolas-de-la-Balerme     | .0000045                 | –                         |
| Authie               | Ärmelkanal         | –             | FR: E5500570     | .0000108          | –                                                | .0001.156            | Coigneux                            | .0000122              | Fort-Mahon-Plage                | .0000000                 | –                         |
| Authion              | Loire              | rechts        | FR: FR:          | .0000100          | –                                                | .000000              | Hommes                              | .0000086              | Sainte-Gemmes-sur-Loire         | .0000016                 | –                         |
| Autise               | Sèvre Niortaise    | rechts        | FR: N---0070     | .0000067          | –                                                | .000000              | Mazières-en-Gâtine                  | .0000186              | Maillé                          | .0000004                 | –                         |
| Auvézère             | Isle               | links         | FR: P6--0250     | .0000112          | –                                                | .0000884             | Benayes                             | .0000419              | Basillac                        | .0000092                 | .0000009                  |
| Auvignon             | Garonne            | links         | FR: O64-0400     | .0000056          | –                                                | .000000              | Mas-d’Auvignon                      | .0000185              | Feugarolles                     | .0000034                 | –                         |
| Auxance              | Clain              | links         | FR: L24-0300     | .0000062          | –                                                | .0000327             | Saint-Martin-du-Fouilloux           | .0000250              | Chasseneuil-du-Poitou           | .0000060                 | –                         |
| Auzoue               | Gélise             | rechts        | FR: O67-0430     | .0000074          | –                                                | .000000              | Bassoues                            | .0000230              | Mézin                           | .0000055                 | –                         |
| Avance               | Garonne            | links         | FR: O91-0400     | .0000056          | –                                                | .000000              | Boussès                             | .0000125              | Gaujac                          | .0000018                 | –                         |
| Aveyron              | Tarn               | rechts        | FR: O5--0250     | .0000291          | –                                                | .0005.170            | Sévérac-le-Château                  | .0000740              | Villemade                       | .0000071                 | –                         |
| Avre                 | Eure               | links         | FR: H42-0400     | .0000080          | –                                                | .000000              | Bubertré                            | .0000285              | Montreuil                       | .0000070                 | .0000004                  |
| Avre                 | Somme              | links         | FR: E6400600     | .0000066          | –                                                | .000000              | Amy                                 | .0000080              | Camon                           | .0000024                 | –                         |
| Azergues             | Saône              | rechts        | FR: U46-0400     | .0000062          | –                                                | .0000886             | Poule-les-Écharmeaux                | .0000640              | Anse                            | .0000170                 | .0000008                  |
| Bahus                | Adour              | links         | FR: Q12-0400     | .0000048          | –                                                | .000000              | Claracq                             | .0000227              | Saint-Sever                     | .0000030                 | –                         |
| Baïse                | Garonne            | links         | FR: O6--0290     | .0000188          | –                                                | .000000              | Capvern                             | .0000600              | Saint-Léger                     | .0000030                 | .0000012                  |
| Bandiat              | Tardoire           | links         | FR: R11-0400     | .0000091          | –                                                | .0000559             | La Chapelle-Montbrandeix            | .0000443              | Agris                           | .0000070                 | –                         |
| Bar                  | Maas               | links         | FR: B51-0200     | .0000062          | –                                                | .0000425             | Harricourt                          | .0000170              | Villers-sur-Bar                 | .0000145                 | .0000006                  |
| Barguelonne          | Garonne            | links         | FR: O61-0400     | .0000061          | –                                                | .000000              | Pern                                | .0000245              | Golfech                         | .0000050                 | –                         |
| Barse                | Seine              | rechts        | FR: F08-0400     | .0000050          | –                                                | .0000463             | Vendeuvre-sur-Barse                 | .0000160              | Troyes                          | .0000103                 | –                         |
| Benaize              | Anglin             | links         | FR: L56-0300     | .0000079          | –                                                | .0000581             | La Souterraine                      | .0000389              | Saint-Hilaire-sur-Benaize       | .0000080                 | –                         |
| Berre                | Mittelmeer         | –             | FR: Y08-0400     | .0000053          | –                                                | .0000628             | Quintillan                          | .0000427              | Port-la-Nouvelle                | .0000000                 | –                         |
| Bès                  | Truyère            | rechts        | FR: O75-0400     | .0000067          | –                                                | .000000              | Trélans                             | .0001.440             | Faverolles                      | .0000740                 | .000000                   |
| Besbre               | Loire              | links         | FR: K15-0300     | .0000106          | –                                                | .000000              | Lavoine                             | .0001.190             | Diou                            | .0000208                 | –                         |
| Béthune              | Arques             | –             | FR: G2--0200     | .0000061          | –                                                | .000000              | Gaillefontaine                      | .0000204              | Arques-la-Bataille              | .0000004                 | –                         |
| Beuvron              | Loire              | links         | FR: K4--0220     | .0000115          | –                                                | .000000              | Coullons                            | .0000180              | Candé-sur-Beuvron               | .0000063                 | –                         |
| Bidassoa             | Atlantik           | –             | FR: S6--0250     | .0000066          | E; 10 km Grenze zu F                             | .000000              | Baztan                              | .0000600              | Hondarribia                     | .0000000                 | –                         |
| Bidouze              | Adour              | links         | FR: Q8--0250     | .0000082          | –                                                | .000000              | Aussurucq                           | .0000650              | Guiche                          | .0000004                 | –                         |
| Bienne               | Ain                | links         | FR: V24-0400     | .0000069          | –                                                | .000000              | Prémanon                            | .0001.050             | Chancia                         | .0000300                 | –                         |
| Blaise               | Marne              | links         | FR: F53-0400     | .0000086          | –                                                | .000000              | Gillancourt                         | .0000306              | Arrigny                         | .0000110                 | –                         |
| Blaise               | Eure               | links         | FR: H41-0410     | .0000049          | –                                                | .000000              | Senonches                           | .0000270              | Dreux                           | .0000074                 | –                         |
| Blavet               | Atlantik           | –             | FR: J5--0210     | .0000149          | –                                                | .000000              | Bourbriac                           | .0000283              | Port-Louis (Morbihan)           | .0000000                 | –                         |
| Bléone               | Durance            | links         | FR: X12-0400     | .0000070          | –                                                | .000000              | Prads-Haute-Bléone                  | .0002.253             | Château-Arnoux-Saint-Auban      | .0000410                 | –                         |
| Blies                | Saar               | rechts        | FR: A93-0200     | .0000100          | zum Teil in D                                    | .0001.889            | Gronig                              | .0000430              | Sarreguemines                   | .0000194                 | .0000020                  |
| Bonnieure            | Charente           | links         | FR: R1--0250     | .0000047          | –                                                | .000000              | Roumazières-Loubert                 | .0000227              | Puyréaux                        | .0000059                 | –                         |
| Borne                | Loire              | links         | FR: K02-0300     | –                 | –                                                | .000000              | Sembadel                            | .0001.078             | Le Puy-en-Velay                 | .0000594                 | –                         |
| Bouble               | Sioule             | links         | FR: K33-0300     | .0000065          | –                                                | .000000              | Gouttières                          | .0000620              | Saint-Pourçain-sur-Sioule       | .0000240                 | –                         |
| Bouès                | Arros              | rechts        | FR: Q06-0400     | .0000063          | –                                                | .000000              | Ozon                                | .0000503              | Beaumarchés                     | .0000135                 | –                         |
| Boulogne             | Acheneau           | –             | FR: M8--0260     | .0000087          | –                                                | .000000              | Saint-Martin-des-Noyers             | .0000102              | Lac de Grand-Lieu               | .0000003                 | –                         |
| Bourbince            | Arroux             | links         | FR: K13-0300     | .0000084          | –                                                | .000000              | Torcy                               | .0000326              | Digoin                          | .0000226                 | –                         |
| Bourbre              | Rhône              | links         | FR: V17-0400     | .0000072          | –                                                | .0000728             | Burcin                              | .0000520              | Chavanoz                        | .0000190                 | –                         |
| Boutonne             | Charente           | rechts        | FR: R6--0250     | .0000099          | –                                                | .000000              | Chef-Boutonne                       | .0000090              | Cabariot                        | .0000004                 | –                         |
| Bouzanne             | Creuse             | rechts        | FR: L46-0300     | .0000084          | –                                                | .0000529             | Aigurande                           | .0000390              | Le Pont-Chrétien-Chabenet       | .0000095                 | –                         |
| Brame                | Gartempe           | rechts        | FR: L53-0300     | .0000060          | –                                                | .000000              | La Souterraine                      | .0000400              | Thiat                           | .0000124                 | –                         |
| Braye                | Loir               | rechts        | FR: M12-0300     | .0000075          | –                                                | .000000              | Ceton                               | .0000212              | Poncé-sur-le-Loir               | .0000056                 | –                         |
| Brenne               | Cisse              | rechts        | FR: K48-0310     | .0000053          | –                                                | .000000              | Pray                                | .0000128              | Vernou-sur-Brenne               | .0000050                 | –                         |
| Brenne               | Armançon           | rechts        | FR: F33-0400     | .0000072          | –                                                | .0000491             | Sombernon                           | .0000560              | Buffon                          | .0000200                 | –                         |
| Brenne               | Seille             | rechts        | FR: U3410500     | .0000054          | –                                                | .0000439             | Miéry                               | .0000470              | Sens-sur-Seille                 | .0000180                 | .0000005                  |
| Bresle               | Ärmelkanal         | –             | FR: G01-0400     | .0000072          | –                                                | .0000761             | Criquiers                           | .0000176              | Le Tréport                      | .0000000                 | –                         |
| Briance              | Loire              | links         | FR: L05-0300     | .0000058          | –                                                | .0000618             | La Croisille-sur-Briance            | .0000468              | Bosmie-l’Aiguille               | .0000205                 | –                         |
| Bruche               | Ill                | links         | FR: A2-0110      | .0000077          | –                                                | .0000727             | Climont                             | .0000670              | Strasbourg                      | .0000130                 | .0000008                  |
| Buëch                | Durance            | rechts        | FR: X10-0400     | .0000085          | –                                                | .000000              | Lus-la-Croix-Haute                  | .0002.009             | Sisteron                        | .000000                  | –                         |
| Canche               | Ärmelkanal         | –             | FR: E54-003-     | .0000100          | –                                                | .000000              | Gouy-en-Ternois                     | .0000135              | Étaples                         | .0000000                 | –                         |
| Canne                | Aron               | rechts        | FR: K1764000     | .0000051          | –                                                | .000000              | Saint-Saulge                        | .0000397              | Cercy-la-Tour                   | .0000190                 | –                         |
| Célé                 | Lot                | rechts        | FR: O8--0250     | .0000104          | –                                                | .000000              | Calvinet                            | .0000713              | Bouziès                         | .0000125                 | –                         |
| Céor                 | Viaur              | links         | FR: O54-0400     | .0000056          | –                                                | .000000              | Salles-Curan                        | .0000915              | Saint-Just-sur-Viaur            | .0000306                 | –                         |
| Céou                 | Dordogne           | links         | FR: P24-0400     | .0000055          | –                                                | .000000              | Séniergues                          | .0000278              | Castelnaud-la-Chapelle          | .0000073                 | –                         |
| Cère                 | Dordogne           | links         | FR: P1--0290     | .0000120          | –                                                | .000000              | Saint-Jacques-des-Blats             | .0001.250             | Girac                           | .0000127                 | .0000026                  |
| Cérou                | Aveyron            | links         | FR: O56-0400     | .0000087          | –                                                | .0000503             | Saint-Jean-Delnous                  | .0000530              | Milhars                         | .0000130                 | –                         |
| Cesse                | Aude               | links         | FR: Y1600500     | .0000054          | –                                                | .000000              | Cassagnoles                         | .0000770              | Sallèles-d’Aude                 | .0000015                 | –                         |
| Cèze                 | Rhône              | rechts        | FR: V54-0400     | .0000128          | –                                                | .000000              | Saint-André-Capcèze                 | .0000895              | Codolet                         | .0000030                 | –                         |
| Chalaronne           | Saône              | links         | FR: U4400500     | .0000052          | –                                                | .000000              | Lapeyrouse                          | .0000280              | Thoissey                        | .0000170                 | –                         |
| Chapeauroux          | Allier             | links         | FR: K21-0300     | .0000056          | –                                                | .000000              | Estables                            | .0001.490             | Saint-Christophe-d’Allier       | .0000740                 | –                         |
| Charente             | Atlantik           | –             | FR: R---0000     | .0000381          | –                                                | .0009.855            | Chéronnac                           | .0000308              | Rochefort                       | .0000000                 | –                         |
| Charentonne          | Risle              | links         | FR: H61-0400     | .0000063          | –                                                | .0000514             | Saint-Evroult-Notre-Dame-du-Bois    | .0000280              | Nassandres                      | .0000068                 | –                         |
| Chassezac            | Ardèche            | rechts        | FR: V5040500     | .0000085          | –                                                | .000000              | Saint-Frézal-d’Albuges              | .0001.410             | Saint-Alban-Auriolles           | .0000096                 | –                         |
| Chavanon             | Dordogne           | rechts        | FR: P00-0400     | .0000054          | –                                                | .000000              | Crocq                               | .0000787              | Confolent-Port-Dieu             | .0000530                 | –                         |
| Chée                 | Saulx              | rechts        | FR: F58-0400     | .0000069          | –                                                | .000000              | Les Hauts-de-Chée                   | .0000250              | Vitry-en-Perthois               | .0000100                 | .0000003                  |
| Cher                 | Loire              | links         | FR: K---0090     | .0000365          | –                                                | .0014.000            | Mérinchal                           | .0000715              | Villandry                       | .0000038                 | .0000094                  |
| Chéran               | Fier               | links         | FR: V1250500     | .0000054          | –                                                | .000000              | Verrens-Arvey                       | .0001.990             | Rumilly                         | .0000320                 | –                         |
| Chère                | Vilaine            | links         | FR: J78-0300     | .0000065          | –                                                | .0000455             | Soudan (Loire-Atlantique)           | .0000090              | Sainte-Anne-sur-Vilaine         | .0000003                 | –                         |
| Chiers               | Maas               | rechts        | FR: B4--0100     | .0000112          | auch in B und L                                  | .0002.222            | Déifferdeng                         | .0000380              | Bazeilles                       | .0000155                 | .0000031                  |
| Ciron                | Garonne            | links         | FR: O95-0400     | .0000097          | –                                                | .000000              | Lubbon                              | .0000152              | Barsac                          | .0000006                 | –                         |
| Cisse                | Loire              | rechts        | FR: K4--0150     | .0000088          | –                                                | .000000              | Rhodon                              | .0000120              | Vouvray                         | .0000050                 | –                         |
| Claie                | Oust               | rechts        | FR: J84-0300     | .0000062          | –                                                | .000000              | Saint-Allouestre                    | .0000115              | Saint-Congard                   | .0000007                 | –                         |
| Clain                | Vienne             | links         | FR: L2--0160     | .0000144          | –                                                | .0003.217            | Hiesse                              | .0000210              | Cenon-sur-Vienne                | .0000049                 | .0000022                  |
| Claires              | Rhône              | rechts        | FR: V3430560     | .0000022          | –                                                | .000000              | Lens-Lestang                        | .0000420              | Saint-Rambert-d’Albon           | .0000135                 | –                         |
| Claise               | Creuse             | rechts        | FR: L6--0200     | .0000087          | –                                                | .000000              | Luant                               | .0000140              | Abilly                          | .0000042                 | –                         |
| Clouère              | Clain              | rechts        | FR: L23-0300     | .0000076          | –                                                | .0001.956            | Lessac                              | .0000210              | Château-Larcher                 | .0000086                 | –                         |
| Coise                | Loire              | rechts        | FR: K06-0330     | .0000050          | –                                                | .000000              | Saint-Romain-en-Jarez               | .0000838              | Montrond-les-Bains              | .0000340                 | –                         |
| Colagne              | Lot                | rechts        | FR: O71-0400     | .0000058          | –                                                | .000000              | Arzenc-de-Randon                    | .0001.398             | Le Monastier-Pin-Moriès         | .0000592                 | –                         |
| Côle                 | Dronne             | links         | FR: P70-0400     | .0000052          | –                                                | .0000338             | Firbeix                             | .0000370              | Brantôme en Périgord            | .0000105                 | –                         |
| Colmont              | Mayenne            | rechts        | FR: M32-0300     | .0000050          | –                                                | .000000              | Fougerolles-du-Plessis              | .0000216              | La Haie-Traversaine             | .0000090                 | –                         |
| Côney                | Saône              | rechts        | FR: U01-0400     | .0000055          | –                                                | .0000317             | Dounoux                             | .0000423              | Corre                           | .0000221                 | –                         |
| Corrèze              | Vézère             | links         | FR: P3--0250     | .0000095          | –                                                | .0001.158            | Pérols-sur-Vézère                   | .0000910              | Brive-la-Gaillarde              | .0000098                 | .0000021                  |
| Cosson               | Beuvron            | rechts        | FR: K47-0300     | .0000095          | –                                                | .000000              | Vannes-sur-Cosson                   | .0000136              | Candé-sur-Beuvron               | .0000064                 | –                         |
| Couesnon             | Ärmelkanal         | –             | FR: J0--0150     | .0000097          | –                                                | .0001.124            | Saint-Pierre-des-Landes             | .0000185              | Bucht von Mont-Saint-Michel     | .0000000                 | –                         |
| Coulon               | Durance            | rechts        | FR: X34-0400     | .0000087          | –                                                | .000000              | Banon                               | .0000740              | Cavaillon                       | .0000055                 | –                         |
| Cousin               | Cure               | rechts        | FR: F31-0410     | .0000067          | –                                                | .000000              | Champeau-en-Morvan                  | .0000605              | Givry                           | .0000132                 | –                         |
| Creuse               | Vienne             | rechts        | FR: L---0070     | .0000263          | –                                                | .0010.279            | Le Mas-d’Artige                     | .0000810              | Port-de-Piles                   | .0000040                 | –                         |
| Cure                 | Yonne              | rechts        | FR: F31-0400     | .0000113          | –                                                | .0001.311            | Anost                               | .0000725              | Cravant (Yonne)                 | .0000110                 | –                         |
| Dadou                | Agout              | rechts        | FR: O47-0400     | .0000116          | –                                                | .000000              | Saint-Salvi-de-Carcavès             | .0000870              | Ambres                          | .0000115                 | –                         |
| Deûle                | Lys                | rechts        | FR: E3010770     | .0000073          | –                                                | .000000              | Souchez                             | .0000070              | Deûlémont                       | .0000019                 | –                         |
| Dheune               | Saône              | rechts        | FR: U30-0400     | .0000071          | –                                                | .000000              | Saint-Julien-sur-Dheune             | .0000270              | Allerey-sur-Saône               | .0000175                 | –                         |
| Diège                | Dordogne           | rechts        | FR: P07-0400     | .0000054          | –                                                | .000000              | Saint-Setiers                       | .0000800              | Roche-le-Peyroux                | .0000400                 | –                         |
| Dive                 | Thouet             | rechts        | FR: L85-0300     | .0000072          | –                                                | .000000              | Maisonneuve                         | .0000120              | Saint-Just-sur-Dive             | .0000027                 | –                         |
| Dives                | Ärmelkanal         | –             | FR: I1--0200     | .0000105          | –                                                | .0001.692            | Courménil                           | .0000250              | Cabourg                         | .0000000                 | –                         |
| Don                  | Vilaine            | links         | FR: J79-0300     | .0000092          | –                                                | .000000              | Saint-Michel-et-Chanveaux           | .0000093              | Massérac                        | .0000003                 | .0000004                  |
| Dordogne             | Gironde            | –             | FR: P---0000     | .0000483          | –                                                | .0023.957            | Puy de Sancy                        | .0001.366             | Bordeaux                        | .0000003                 | –                         |
| Dore                 | Allier             | rechts        | FR: K2--0190     | .0000140          | –                                                | .000000              | Saint-Germain-l’Herm                | .0001.034             | Ris                             | .0000264                 | –                         |
| Doubs                | Saône              | links         | FR: U2--0200     | .0000453          | zum Teil in CH                                   | .0007.710            | Mouthe                              | .0000943              | Verdun-sur-le-Doubs             | .0000173                 | .0000176                  |
| Dourbie              | Tarn               | links         | FR: O33-0400     | .0000072          | –                                                | .0000548             | Arphy                               | .0001.290             | Millau                          | .0000350                 | .0000013                  |
| Dourdou de Camarès   | Tarn               | links         | FR: O35-0400     | .0000087          | –                                                | .0000900             | Murat-sur-Vèbre                     | .0001.080             | Broquiès                        | .0000250                 | .0000012                  |
| Dourdou de Conques   | Lot                | links         | FR: O80-0400     | .0000084          | –                                                | .000000              | Lassouts                            | .0000626              | Grand-Vabre                     | .0000197                 | –                         |
| Doustre              | Dordogne           | rechts        | FR: P13-0400     | .0000051          | –                                                | .000000              | Rosiers-d’Égletons                  | .0000697              | Saint-Martial-Entraygues        | .0000190                 | –                         |
| Douve                | Ärmelkanal         | –             | FR: I5--0200     | .0000079          | –                                                | .000000              | Tollevast                           | .0000140              | Carentan                        | .0000000                 | –                         |
| Doux                 | Rhône              | rechts        | FR: V37-0400     | .0000070          | –                                                | .000000              | Saint-Bonnet-le-Froid               | .0001.100             | Tournon-sur-Rhône               | .0000361                 | –                         |
| Douze                | Midouze            | –             | FR: Q2--0290     | .0000124          | Zusammenfluss mit Midou                          | .000000              | Gazax-et-Baccarisse                 | .0000260              | Mont-de-Marsan                  | .0000028                 | –                         |
| Drac                 | Isère              | links         | FR: W2--0200     | .0000130          | –                                                | .0003.626            | Orcières                            | .0002.430             | Sassenage                       | .0000207                 | .0000098                  |
| Dranse               | Rhône              | links         | FR: V03-0400     | .0000049          | mit Dranse d’Abondance                           | .000000              | La Forclaz                          | .0000550              | Évian-les-Bains                 | .0000370                 | –                         |
| Drôme                | Aure               | links         | FR: I45-0420     | .0000058          | –                                                | .000000              | Saint-Martin-des-Besaces            | .0000210              | Maisons                         | .0000018                 | –                         |
| Drôme                | Rhône              | links         | FR: V42-0400     | .0000111          | –                                                | .0001.663            | La Bâtie-des-Fonds                  | .0001.033             | Loriol-sur-Drôme                | .0000106                 | –                         |
| Dronne               | Isle               | rechts        | FR: P7--0250     | .0000201          | –                                                | .0002.816            | Bussière-Galant                     | .0000486              | Coutras                         | .0000004                 | .0000025                  |
| Dropt                | Garonne            | rechts        | FR: O9--0250     | .0000132          | –                                                | .000000              | Capdrot                             | .0000185              | Caudrot                         | .0000013                 | –                         |
| Durance              | Rhône              | links         | FR: X---0000     | .0000323          | –                                                | .0014.342            | Montgenèvre                         | .0002.325             | Avignon                         | .0000020                 | –                         |
| Eaulne               | Arques             | –             | FR: G22-0400     | .0000046          | Zusammenfluss mit Béthune und Varenne            | .000000              | Mortemer                            | .0000137              | Arques-la-Bataille              | .0000004                 | –                         |
| Échez                | Adour              | links         | FR: Q02-0400     | .0000064          | –                                                | .000000              | Germs-sur-l’Oussouet                | .0000850              | Maubourguet                     | .0000172                 | –                         |
| Ellé                 | Atlantik           | –             | FR: J4--0200     | .0000076          | –                                                | .0000922             | Glomel                              | .0000223              | Clohars-Carnoët                 | .0000000                 | –                         |
| Élorn                | Atlantik           | –             | FR: FR:          | .0000056          | –                                                | .000000              | Commana                             | .0000280              | Brest                           | .0000000                 | –                         |
| Epte                 | Seine              | rechts        | FR: H31-0400     | .0000113          | –                                                | .000000              | Le Thil-Riberpré                    | .0000192              | Giverny                         | .0000015                 | –                         |
| Erdre                | Loire              | rechts        | FR: M63-0300     | .0000097          | –                                                | .000000              | La Pouëze                           | .0000065              | Nantes                          | .0000002                 | .0000003                  |
| Ernée                | Mayenne            | rechts        | FR: M33-0300     | .0000065          | –                                                | .000000              | Levaré                              | .0000210              | Saint-Jean-sur-Mayenne          | .0000048                 | –                         |
| Erve                 | Sarthe             | rechts        | FR: M06-0300     | .0000071          | –                                                | .000000              | Saint-Martin-de-Connée              | .0000175              | Sablé-sur-Sarthe                | .0000025                 | –                         |
| Essonne              | Seine              | links         | FR: F45-0400     | .0000101          | –                                                | .000000              | Chilleurs-aux-Bois                  | .0000130              | Corbeil-Essonnes                | .0000035                 | .0000008                  |
| Estampon             | Douze              | rechts        | FR: Q23-0400     | .0000052          | –                                                | .000000              | Parleboscq                          | .0000150              | Roquefort                       | .0000054                 | –                         |
| Estéron              | Var                | rechts        | FR: Y64-0400     | .0000066          | –                                                | .000000              | Soleilhas                           | .0001.550             | Saint-Martin-du-Var             | .0000100                 | –                         |
| Eure                 | Seine              | links         | FR: H4--0200     | .0000229          | –                                                | .000000              | La Lande-sur-Eure                   | .0000220              | Saint-Pierre-lès-Elbeuf         | .0000005                 | .0000025                  |
| Ével                 | Blavet             | links         | FR: J56-0300     | .0000052          | –                                                | .000000              | Radenac                             | .0000115              | Baud                            | .0000026                 | –                         |
| Èvre                 | Loire              | links         | FR: M60-0300     | .0000092          | –                                                | .000000              | Chemillé-en-Anjou                   | .0000160              | Saint-Florent-le-Vieil          | .0000010                 | –                         |
| Eyre                 | Atlantik           | –             | FR: S2--0250     | .0000116          | –                                                | .000000              | Luglon                              | .0000093              | Le Teich                        | .0000000                 | –                         |
| Eyrieux              | Rhône              | rechts        | FR: FR:          | .0000083          | –                                                | .000000              | Devesset                            | .0001.110             | La Voulte-sur-Rhône             | .0000093                 | –                         |
| Fecht                | Ill                | links         | FR: A2--0100     | .0000049          | –                                                | .0000545             | Metzeral                            | .0001.240             | Illhaeusern                     | .0000170                 | .0000007                  |
| Fier                 | Rhône              | links         | FR: V12-0400     | .0000072          | –                                                | .000000              | Manigod                             | .0001.970             | Motz                            | .0000255                 | –                         |
| Fouzon               | Cher               | links         | FR: K65-0300     | .0000059          | –                                                | .000000              | Nohant-en-Graçay                    | .0000128              | Couffy                          | .0000070                 | –                         |
| Fresquel             | Aude               | links         | FR: Y13-0400     | .0000063          | –                                                | .000000              | Baraigne                            | .0000265              | Carcassonne                     | .0000090                 | –                         |
| Gabas                | Adour              | links         | FR: Q13-0400     | .0000117          | –                                                | .000000              | Ossun                               | .0000445              | Toulouzette                     | .0000019                 | –                         |
| Galaure              | Rhône              | links         | FR: V36-0400     | .0000056          | –                                                | .000000              | Roybon                              | .0000700              | Saint-Vallier                   | .0000125                 | –                         |
| Gapeau               | Mittelmeer         | –             | FR: Y46-0400     | .0000042          | –                                                | .000000              | Signes                              | .0000548              | Hyères                          | .0000000                 | –                         |
| Gardon               | Rhône              | rechts        | FR: V71-0400     | .0000128          | –                                                | .000000              | Saint-Martin-de-Lansuscle           | .0001.050             | Comps                           | .0000005                 | –                         |
| Gardon d’Alès        | Gardon             | links         | FR: V7150500     | .0000061          | –                                                | .000000              | Saint-Privat-de-Vallongue           | .0000780              | Vézénobres                      | .0000090                 | –                         |
| Gardon de Saint-Jean | Gardon             | links         | FR: V7130500     | .0000049          | –                                                | .000000              | Bassurels                           | .0001.050             | Corbès                          | .0000130                 | –                         |
| Garonne              | Gironde            | –             | FR: O---0000     | .0000572          | davon 43 km in E                                 | .0055.000            | Val d’Aran                          | .0002.390             | Bordeaux                        | .0000003                 | .0000631                  |
| Gartempe             | Creuse             | links         | FR: L5--0180     | .0000205          | –                                                | .0003.913            | Peyrabout                           | .0000640              | La Roche-Posay                  | .0000055                 | –                         |
| Gave d’Oloron        | Gaves Réunis       | –             | FR: Q---0150     | .0000100          | Zusammenfluss mit Gave de Pau                    | .000000              | Oloron-Sainte-Marie                 | .0000220              | Peyrehorade                     | .0000004                 | –                         |
| Gave de Pau          | Gaves Réunis       | –             | FR: Q---0100     | .0000180          | Zusammenfluss mit Gave d’Oloron                  | .0002.575            | Cirque de Gavarnie                  | .0002.600             | Peyrehorade                     | .0000004                 | .0000082                  |
| Gaves Réunis         | Adour              | links         | FR: Q---0100     | .0000010          | –                                                | .000000              | Peyrehorade                         | .0000004              | Sainte-Marie-de-Gosse           | .0000003                 | –                         |
| Gélise               | Baïse              | links         | FR: O6-0330      | .0000092          | –                                                | .000000              | Lupiac                              | .0000215              | Lavardac                        | .0000040                 | –                         |
| Gers                 | Garonne            | links         | FR: O6--0250     | .0000175          | –                                                | .000000              | Lannemezan                          | .0000630              | Layrac                          | .0000039                 | –                         |
| Gesse                | Save               | links         | FR: O24-0400     | .0000052          | –                                                | .000000              | Arné                                | .0000550              | Espaon                          | .0000180                 | –                         |
| Giffre               | Arve               | rechts        | FR: V01-0400     | .0000047          | –                                                | .000000              | Sixt-Fer-à-Cheval                   | .0001.180             | Marignier                       | .0000457                 | –                         |
| Gijou                | Agout              | rechts        | FR: O41-0430     | .0000050          | –                                                | .000000              | Lacaune                             | .0000780              | Vabre                           | .0000200                 | –                         |
| Gimone               | Garonne            | links         | FR: O2--0330     | .0000136          | –                                                | .000000              | Saint-Loup-en-Comminges             | .0000463              | Castelferrus                    | .0000069                 | .0000003                  |
| Gironde              | Atlantik           | –             | –                | .0000075          | Ästuar                                           | .000000              | Bordeaux                            | .0000004              | Royan                           | .0000000                 | –                         |
| Girou                | Hers-Mort          | rechts        | FR: O23-0400     | .0000064          | –                                                | .000000              | Puylaurens                          | .0000290              | Castelnau-d’Estrétefonds        | .0000105                 | –                         |
| Goul                 | Truyère            | –             | FR: FR:          | .0000052          | –                                                | .000000              | Saint-Clément                       | .0001.460             | Saint-Hippolyte                 | .0000240                 | –                         |
| Grand Morin          | Marne              | links         | FR: F65-0400     | .0000118          | –                                                | .000000              | Lachy                               | .0000190              | Condé-Sainte-Libiaire           | .0000045                 | –                         |
| Grosne               | Saône              | rechts        | FR: U32-0400     | .0000097          | –                                                | .000000              | Saint-Bonnet-des-Bruyères           | .0000580              | Marnay                          | .0000174                 | –                         |
| Guiers               | Rhône              | links         | FR: V15-0400     | .0000050          | –                                                | .000000              | Saint-Pierre-de-Chartreuse          | .0001.300             | Aoste                           | .0000208                 | –                         |
| Guil                 | Durance            | links         | FR: X02-0400     | .0000052          | –                                                | .0000727             | Ristolas                            | .0002.510             | Mont-Dauphin                    | .0000880                 | –                         |
| Haine                | Schelde            | links         | FR: E1820402     | .0000072          | auch in B                                        | .000000              | Anderlues                           | .0000179              | Condé-sur-l’Escaut              | .0000016                 | –                         |
| Helpe Majeure        | Sambre             | rechts        | FR: D0150650     | .0000069          | z. T. Grenze zu B                                | .0000329             | Ohain                               | .0000248              | Noyelles-sur-Sambre             | .0000125                 | .0000002                  |
| Helpe Mineure        | Sambre             | rechts        | FR: D0130700     | .0000050          | –                                                | .0000274             | Ohain                               | .0000230              | Maroilles                       | .0000135                 | .0000004                  |
| Hérault              | Mittelmeer         | –             | FR: Y2--0200     | .0000148          | –                                                | .0002.582            | Valleraugue                         | .0001.370             | Grau d’Agde                     | .0000000                 | –                         |
| Hers-Mort            | Garonne            | rechts        | FR: O2--0250     | .0000089          | –                                                | .000000              | Laurac                              | .0000390              | Grenade                         | .0000105                 | –                         |
| Hers-Vif             | Ariège             | rechts        | FR: O1--0290     | .0000135          | –                                                | .000000              | Prades                              | .0001.480             | Cintegabelle                    | .0000195                 | .0000012                  |
| Huisne               | Sarthe             | links         | FR: M0--0150     | .0000165          | –                                                | .000000              | La Perrière                         | .0000185              | Le Mans                         | .0000040                 | –                         |
| Hyère                | Aulne              | links         | FR: J37-0300     | .0000048          | –                                                | .000000              | La Chapelle-Neuve                   | .0000260              | Spézet                          | .0000055                 | –                         |
| Ill                  | Rhein              | links         | FR: A---0030     | .0000217          | –                                                | .0004.760            | Winkel                              | .0000560              | Staustufe Rheinau-Gambsheim     | .0000127                 | .0000054                  |
| Ille                 | Vilaine            | rechts        | FR: J71-0300     | .0000049          | –                                                | .000000              | Dingé                               | .0000080              | Rennes                          | .0000024                 | –                         |
| Indre                | Loire              | links         | FR: K7--0260     | .0000280          | –                                                | .0003.280            | Saint-Priest-la-Marche              | .0000454              | Avoine                          | .0000031                 | .0000019                  |
| Indrois              | Indre              | rechts        | FR: K74-0300     | .0000061          | –                                                | .000000              | Préaux                              | .0000160              | Azay-sur-Indre                  | .0000060                 | –                         |
| Irati                | Aragón             | rechts        | FR:              | .0000088          | größtenteils in E                                | .0001.620            | Larrau                              | .0002.021             | Liédena                         | .0000395                 | –                         |
| Isac                 | Vilaine            | links         | FR: J9--0250     | .0000069          | –                                                | .000000              | Abbaretz                            | .0000044              | Fégréac                         | .0000003                 | –                         |
| Isère                | Rhône              | links         | FR: W---0000     | .0000286          | –                                                | .0011.890            | Val-d’Isère                         | .0002.815             | Pont-de-l’Isère                 | .0000108                 | .0000330                  |
| Isle                 | Dordogne           | rechts        | FR: P---0150     | .0000255          | –                                                | .000000              | Janailhac                           | .0000379              | Libourne                        | .0000005                 | –                         |
| Iton                 | Eure               | links         | FR: H43-0400     | .0000132          | –                                                | .0001.197            | Mahéru                              | .0000288              | Acquigny                        | .0000020                 | .0000004                  |
| Jaudy                | Ärmelkanal         | –             | FR: J20-0300     | .0000048          | –                                                | .000000              | Tréglamus                           | .0000225              | Plougrescant                    | .0000000                 | –                         |
| Jouanne              | Mayenne            | links         | FR: M34-0300     | .0000058          | –                                                | .000000              | Sainte-Gemmes-le-Robert             | .0000218              | Entrammes                       | .0000035                 | –                         |
| Joyeuse              | Adour              | links         | FR: Q83-0400     | .0000048          | –                                                | .000000              | Hélette                             | .0000640              | Urt                             | .0000005                 | –                         |
| Juine                | Essonne            | links         | FR: F45-0420     | .0000053          | –                                                | .000000              | Autruy-sur-Juine                    | .0000112              | Ballancourt-sur-Essonne         | .0000047                 | –                         |
| Laignes              | Seine              | links         | FR: F02-0400     | .0000072          | –                                                | .0000668             | Baigneux-les-Juifs                  | .0000384              | Polisy                          | .0000158                 | –                         |
| Lanterne             | Saône              | links         | FR: U04-0400     | .0000064          | –                                                | .0001.044            | La Lanterne-et-les-Armonts          | .0000450              | Conflandey                      | .0000210                 | .0000022                  |
| Largue               | Ill                | links         | FR: A11-0200     | .0000051          | –                                                | .0000277             | Oberlarg                            | .0000500              | Illfurth                        | .0000258                 | .0000003                  |
| Largue               | Durance            | rechts        | FR: X15-0400     | .0000056          | –                                                | .000000              | La Rochegiron                       | .0001.360             | Volx                            | .0000310                 | –                         |
| Lary                 | Isle               | rechts        | FR: P80-0400     | .0000054          | –                                                | .000000              | Condéon                             | .0000144              | Guîtres                         | .0000005                 | –                         |
| Lathan               | Authion            | rechts        | FR: L9110300     | .0000058          | –                                                | .000000              | Ambillou                            | .0000100              | Longué-Jumelles                 | .0000020                 | –                         |
| Lay                  | Atlantik           | –             | FR: N3--0160     | .0000120          | –                                                | .0001.972            | Saint-Pierre-du-Chemin              | .0000190              | L’Aiguillon-sur-Mer             | .0000000                 | –                         |
| Layon                | Loire              | links         | FR: M5--0200     | .0000090          | –                                                | .0000950             | Saint-Maurice-la-Fougereuse         | .0000120              | Chalonnes-sur-Loire             | .0000015                 | .0000004                  |
| Lède                 | Lot                | rechts        | FR: O87-0400     | .0000054          | –                                                | .000000              | Blanquefort-sur-Briolance           | .0000203              | Casseneuil                      | .0000039                 | –                         |
| Lées                 | Adour              | links         | FR: Q10-0400     | .0000056          | –                                                | .000000              | Gardères                            | .0000377              | Barcelonne-du-Gers              | .0000080                 | –                         |
| Leff                 | Trieux             | rechts        | FR: J18-0300     | .0000062          | –                                                | .0000353             | Le Leslay                           | .0000210              | Pontrieux                       | .0000005                 | –                         |
| Léguer               | Ärmelkanal         | –             | FR: J22-0300     | .0000058          | –                                                | .000000              | Maël-Pestivien                      | .0000275              | Lannion                         | .0000000                 | –                         |
| Lemboulas            | Tarn               | rechts        | FR: O59-0400     | .0000057          | –                                                | .000000              | Lalbenque                           | .0000265              | Moissac                         | .0000064                 | –                         |
| Lez                  | Rhône              | links         | FR: V52-0400     | .0000074          | –                                                | .000000              | Teyssières                          | .0000960              | Mornas                          | .0000035                 | –                         |
| Lèze                 | Ariège             | links         | FR: O18-0400     | .0000070          | –                                                | .000000              | La Bastide-de-Sérou                 | .0000570              | Clermont-le-Fort                | .0000160                 | –                         |
| Lidoire              | Dordogne           | rechts        | FR: P56-0400     | .0000049          | –                                                | .000000              | Bosset                              | .0000117              | Castillon-la-Bataille           | .0000002                 | –                         |
| Lié                  | Oust               | links         | FR: J81-0300     | .0000061          | –                                                | .000000              | L’Hermitage-Lorge                   | .0000207              | Les Forges                      | .0000045                 | –                         |
| Lignon du Forez      | Loire              | links         | FR: K07-0320     | .0000059          | –                                                | .000000              | Jeansagnière                        | .0001.290             | Feurs                           | .0000320                 | –                         |
| Lignon du Velay      | Loire              | rechts        | FR: K04-0300     | .0000085          | –                                                | .000000              | Chaudeyrolles                       | .0001.530             | Saint-Maurice-de-Lignon         | .0000460                 | –                         |
| Lizonne              | Dronne             | rechts        | FR: P72-0400     | .0000060          | –                                                | .0000640             | Sceau-Saint-Angel                   | .0000200              | Allemans                        | .0000048                 | .0000005                  |
| Loing                | Seine              | links         | FR: F4--0200     | .0000143          | –                                                | .0003.900            | Sainte-Colombe-sur-Loing            | .0000320              | Saint-Mammès                    | .0000045                 | .0000018                  |
| Loir                 | Sarthe             | links         | FR: M1--0160     | .0000319          | –                                                | .000000              | Champrond-en-Gâtine                 | .0000265              | Briollay                        | .0000016                 | –                         |
| Loire                | Atlantik           | –             | FR: ----0000     | .0001.006         | –                                                | .0117.480            | Mont Gerbier-de-Jonc                | .0001.400             | Saint-Nazaire                   | .0000000                 | .0000930                  |
| Loison               | Chiers             | links         | FR: B45-0200     | .0000053          | –                                                | .0000357             | Loison                              | .0000221              | Quincy-Landzécourt              | .0000176                 | .0000004                  |
| Lot                  | Garonne            | rechts        | FR: O---0150     | .0000485          | –                                                | .0011.400            | Mont Lozère et Goulet               | .0001.272             | Aiguillon                       | .0000023                 | –                         |
| Loue                 | Doubs              | links         | FR: U26-0400     | .0000122          | –                                                | .000000              | Ouhans                              | .0000535              | Parcey                          | .0000193                 | –                         |
| Loue                 | Isle               | links         | FR: P61-0400     | .0000051          | –                                                | .000000              | Saint-Yrieix-la-Perche              | .0000415              | Coulaures                       | .0000120                 | –                         |
| Louge                | Garonne            | links         | FR: O09-0400     | .0000100          | –                                                | .000000              | Villeneuve-Lécussan                 | .0000560              | Muret                           | .0000150                 | –                         |
| Loup                 | Mittelmeer         | –             | FR: Y5610500     | .0000049          | –                                                | .000000              | Andon                               | .0001.310             | Cagnes-sur-Mer                  | .0000000                 | –                         |
| Louts                | Adour              | links         | FR: Q30-0400     | .0000086          | –                                                | .000000              | Thèze                               | .0000230              | Préchacq-les-Bains              | .0000006                 | –                         |
| Lunain               | Loing              | rechts        | FR: F4380600     | .0000051          | –                                                | .000000              | Égriselles-le-Bocage                | .0000185              | Épisy                           | .0000048                 | –                         |
| Luy                  | Adour              | links         | FR: Q3--0250     | .0000070          | Zusammenfluss von Luy de Béarn und Luy de France | .000000              | Castel-Sarrazin                     | .0000030              | Dax                             | .0000003                 | –                         |
| Luy de Béarn         | Luy                | –             | FR: Q33-0400     | .0000077          | –                                                | .000000              | Andoins                             | .0000265              | Castel-Sarrazin                 | .0000030                 | –                         |
| Luy de France        | Luy                | –             | FR: Q3--0250     | .0000085          | –                                                | .000000              | Limendous                           | .0000380              | Castel-Sarrazin                 | .0000030                 | –                         |
| Luzège               | Dordogne           | rechts        | FR: P11-0400     | .0000064          | –                                                | .000000              | Meymac                              | .0000930              | Laval-sur-Luzège                | .0000258                 | –                         |
| Lys                  | Schelde            | links         | FR: E3--0120     | .0000202          | zum Teil in B                                    | .0002.900            | Lisbourg                            | .0000157              | Gent                            | .0000004                 | –                         |
| Maas                 | Nordsee            | –             | FR: B---0000     | .0000925          | davon 550 km in F                                | .0033.000            | Le Châtelet-sur-Meuse               | .0000409              | Hollands Diep                   | .0000001                 | .0000357                  |
| Madon                | Mosel              | links         | FR: A5--0100     | .0000097          | –                                                | .0001.032            | Vioménil                            | .0000410              | Pont-Saint-Vincent              | .0000220                 | .0000011                  |
| Maine                | Loire              | rechts        | FR: M4--0190     | .0000011          | Zusammenfluss von Sarthe und Mayenne             | .0022.350            | Angers                              | .0000015              | Bouchemaine                     | .0000013                 | .0000130                  |
| Maine                | Sèvre Nantaise     | links         | FR: M74-0300     | .0000068          | –                                                | .000000              | Les Herbiers                        | .0000140              | Saint-Fiacre-sur-Maine          | .0000006                 | –                         |
| Marne                | Seine              | rechts        | FR: FR:          | .0000514          | –                                                | .0012.816            | Balesmes-sur-Marne                  | .0000420              | Charenton-le-Pont               | .0000032                 | .0000110                  |
| Maronne              | Dordogne           | links         | FR: P1--0250     | .0000093          | –                                                | .000000              | Saint-Paul-de-Salers                | .0001.400             | Argentat                        | .0000166                 | –                         |
| Maulde               | Vienne             | rechts        | FR: L01-0300     | .0000069          | –                                                | .0000645             | Gentioux-Pigerolles                 | .0000750              | Saint-Léonard-de-Noblat         | .0000270                 | –                         |
| Mayenne              | Maine              | –             | FR: M---0090     | .0000203          | –                                                | .000000              | Lalacelle                           | .0000343              | Angers                          | .0000014                 | –                         |
| Meu                  | Vilaine            | rechts        | FR: J73-0300     | .0000084          | –                                                | .000000              | Saint-Vran                          | .0000225              | Bruz                            | .0000017                 | –                         |
| Meurthe              | Mosel              | rechts        | FR: A6--0100     | .0000161          | –                                                | .0003.085            | Le Valtin                           | .0001.185             | Nancy                           | .0000189                 | .0000041                  |
| Midou                | Midouze            | –             | FR: Q2--0250     | .0000108          | –                                                | .000000              | Armous-et-Cau                       | .0000250              | Mont-de-Marsan                  | .0000028                 | –                         |
| Midouze              | Adour              | rechts        | FR: Q2--0250     | .0000043          | Zusammenfluss von Midou und Douze                | .000000              | Mont-de-Marsan                      | .0000028              | Pontonx-sur-l’Adour             | .0000010                 | –                         |
| Moder                | Rhein              | links         | FR: A3--0100     | .0000082          | –                                                | .0001.720            | Zittersheim                         | .0000330              | Staustufe Iffezheim             | .0000113                 | .0000017                  |
| Moine                | Sèvre Nantaise     | rechts        | FR: M72-0300     | .0000069          | –                                                | .000000              | Mauléon                             | .0000170              | Clisson                         | .0000010                 | –                         |
| Morge                | Allier             | links         | FR: K27-0300     | .0000068          | –                                                | .000000              | Manzat                              | .0000845              | Luzillat                        | .0000280                 | –                         |
| Mortagne             | Meurthe            | links         | FR: A6--0120     | .0000075          | –                                                | .0000582             | Saint-Léonard                       | .0000550              | Mont-sur-Meurthe                | .0000220                 | .0000007                  |
| Mosel                | Rhein              | links         | FR: A---0060     | .0000544          | davon 313 km in F                                | .0028.153            | Col de Bussang                      | .0000697              | Koblenz                         | .0000060                 | .0000320                  |
| Mouzon               | Maas               | rechts        | FR: B10-0200     | .0000063          | –                                                | .0000415             | Serocourt                           | .0000400              | Neufchâteau                     | .0000275                 | .0000005                  |
| Né                   | Charente           | links         | FR: R4--0250     | .0000066          | –                                                | .000000              | Bécheresse                          | .0000170              | Salignac-sur-Charente           | .0000004                 | –                         |
| Nesque               | Sorgue de Velleron | rechts        | FR: V61-0400     | .0000053          | –                                                | .000000              | Aurel                               | .0000740              | Pernes-les-Fontaines            | .0000034                 | –                         |
| Neste                | Garonne            | links         | FR: O01-0400     | .0000073          | –                                                | .0000606             | Aragnouet                           | .0002.584             | Montréjeau                      | .0000415                 | –                         |
| Nied                 | Saar               | links         | FR: A9--0120     | .0000114          | zum Teil in D                                    | .0001.340            | Marthille                           | .0000273              | Rehlingen-Siersburg             | .0000182                 | .0000013                  |
| Nied Allemande       | Nied               | rechts        | FR: A98-0200     | .0000058          | –                                                | .0000367             | Guenviller                          | .0000280              | Condé-Northen                   | .0000203                 | .0000004                  |
| Nièvre               | Loire              | rechts        | FR: K19-0300     | .0000050          | –                                                | .000000              | Champlemy                           | .0000280              | Nevers                          | .0000170                 | –                         |
| Ninian               | Oust               | links         | FR: J83-0300     | .0000060          | –                                                | .000000              | Laurenan                            | .0000270              | Montertelot                     | .0000020                 | –                         |
| Nive                 | Atlantik           | links         | FR: Q9--0250     | .0000079          | Quelle in E                                      | .000000              | Pyrenäen                            | .0001.000             | Bayonne                         | .0000004                 | –                         |
| Odet                 | Atlantik           | –             | FR: J4--0190     | .0000062          | –                                                | .000000              | Saint-Goazec                        | .0000170              | Bénodet                         | .0000000                 | –                         |
| Ognon                | Acheneau           | –             | FR: M8205000     | .0000050          | –                                                | .000000              | Saint-Sulpice-le-Verdon             | .0000068              | Lac de Grand-Lieu               | .0000002                 | –                         |
| Ognon                | Saône              | links         | FR: U10-0400     | .0000214          | –                                                | .0002.308            | Col des Croix                       | .0000910              | Heuilley-sur-Saône              | .0000190                 | .0000034                  |
| Oise                 | Seine              | rechts        | FR: H---0100     | .0000341          | davon 10 km in B                                 | .0016.667            | Chimay                              | .0000310              | Conflans-Sainte-Honorine        | .0000020                 | .0000110                  |
| Orb                  | Mittelmeer         | –             | FR: Y25-0400     | .0000136          | –                                                | .0001.585            | Cornus                              | .0000820              | Valras-Plage                    | .0000000                 | .0000023                  |
| Orbe                 | Thièle             | –             | FR: V2400900     | .0000064          | zum Teil in CH                                   | .0000346             | Les Rousses                         | .0001.100             | Orbe                            | .0000435                 | .0000012                  |
| Orbieu               | Aude               | rechts        | FR: Y15-0400     | .0000084          | –                                                | .0000753             | Fourtou                             | .0000600              | Raissac-d’Aude                  | .0000011                 | –                         |
| Orge                 | Seine              | links         | FR: F46-0400     | .0000054          | –                                                | .0000952             | Saint-Martin-de-Bréthencourt        | .0000130              | Athis-Mons                      | .0000030                 | –                         |
| Ornain               | Saulx              | rechts        | FR: F56-0400     | .0000116          | –                                                | .0000840             | Grand                               | .0000334              | Étrepy                          | .0000115                 | .0000011                  |
| Orne                 | Ärmelkanal         | –             | FR: I2--0200     | .0000170          | –                                                | .0002.970            | Aunou-sur-Orne                      | .0000190              | Ouistreham                      | .0000000                 | –                         |
| Orne                 | Mosel              | links         | FR: A8--0100     | .0000086          | –                                                | .0001.268            | Ornes                               | .0000278              | Richemont                       | .0000155                 | .0000012                  |
| Orne Saosnoise       | Sarthe             | links         | FR: M02-0300     | .0000053          | –                                                | .000000              | Montgaudry                          | .0000135              | Montbizot                       | .0000050                 | –                         |
| Oron                 | Claires            | rechts        | FR: V34-0400     | .0000062          | –                                                | .000000              | La Forteresse                       | .0000640              | Saint-Rambert-d’Albon           | .0000145                 | –                         |
| Osse                 | Gélise             | rechts        | FR: O68-0400     | .0000120          | –                                                | .000000              | Bernadets-Debat                     | .0000370              | Nérac                           | .0000043                 | –                         |
| Othain               | Chiers             | links         | FR: B43-0200     | .0000067          | –                                                | .0000257             | Gondrecourt-Aix                     | .0000260              | Villécloye                      | .0000084                 | .0000003                  |
| Ouanne               | Loing              | rechts        | FR: F41-0400     | .0000084          | –                                                | .000000              | Ouanne                              | .0000270              | Conflans-sur-Loing              | .0000093                 | –                         |
| Ouche                | Saône              | rechts        | FR: U13-0400     | .0000095          | –                                                | .000000              | Montceau-et-Écharnant               | .0000390              | Échenon                         | .0000180                 | –                         |
| Oudon                | Mayenne            | rechts        | FR: M3--0180     | .0000103          | –                                                | .000000              | La Gravelle                         | .0000160              | Le Lion-d’Angers                | .0000018                 | –                         |
| Oudrache             | Bourbince          | rechts        | FR: FR:          | .0000048          | –                                                | .0000178             | Saint-Berain-sous-Sanvignes         | .0000365              | Saint-Léger-lès-Paray           | .0000236                 | –                         |
| Ource                | Seine              | rechts        | FR: F04-0400     | .0000100          | –                                                | .000000              | Poinson-lès-Grancey                 | .0000418              | Merrey-sur-Arce                 | .0000150                 | –                         |
| Ourcq                | Marne              | rechts        | FR: F63-0400     | .0000086          | –                                                | .0001.083            | Courmont                            | .0000195              | Lizy-sur-Ourcq                  | .0000048                 | –                         |
| Ousse                | Gave de Pau        | rechts        | FR: FR:          | .000000.Q         | –                                                | .000000              | Bartrès                             | .0000488              | Pau                             | .0000172                 | –                         |
| Oust                 | Vilaine            | rechts        | FR: J8--0230     | .0000145          | –                                                | .000000              | Corlay                              | .0000230              | Saint-Jean-la-Poterie           | .0000003                 | –                         |
| Ouvèze               | Rhône              | links         | FR: V6--0200     | .0000093          | –                                                | .0002.200            | Montauban-sur-l’Ouvèze              | .0000840              | Sorgues                         | .0000020                 | .0000025                  |
| Petit Lay            | Lay                | rechts        | FR: N31-0300     | .0000058          | –                                                | .000000              | Les Herbiers                        | .0000170              | Chantonnay                      | .0000020                 | –                         |
| Petit Morin          | Marne              | links         | FR: F62-0400     | .0000086          | –                                                | .000000              | Val-des-Marais                      | .0000145              | La Ferté-sous-Jouarre           | .0000055                 | –                         |
| Petite Baïse         | Baïse              | rechts        | FR: O65-0430     | .0000075          | –                                                | .000000              | Lannemezan                          | .0000620              | L’Isle-de-Noé                   | .0000130                 | –                         |
| Petite Creuse        | Creuse             | rechts        | FR: L4--0170     | .0000095          | –                                                | .0002.122            | Treignat                            | .0000540              | Fresselines                     | .0000202                 | –                         |
| Petite Leyre         | Eyre               | rechts        | FR: S21-0400     | .0000050          | –                                                | .000000              | Luxey                               | .0000108              | Moustey                         | .0000026                 | –                         |
| Petite Sauldre       | Sauldre            | links         | FR: K63-0300     | .0000063          | –                                                | .000000              | Parassy                             | .0000240              | Salbris                         | .0000100                 | –                         |
| Rahin                | Ognon              | links         | FR: U1020500     | .0000051          | –                                                | .0000170             | Plancher-les-Mines                  | .0000950              | Les Aynans                      | .0000270                 | .0000002                  |
| Rance                | Ärmelkanal         | –             | FR: J0--0160     | .0000104          | –                                                | .000000              | Collinée                            | .0000254              | Saint-Malo                      | .0000000                 | –                         |
| Rance                | Tarn               | links         | FR: O37-0400     | .0000063          | –                                                | .000000              | Murasson                            | .0000900              | La Bastide-Solages              | .0000210                 | –                         |
| Rère                 | Sauldre            | links         | FR: K64-0300     | .0000054          | –                                                | .000000              | Presly                              | .0000218              | Villeherviers                   | .0000086                 | –                         |
| Reyssouze            | Saône              | links         | FR: U40-0400     | .0000075          | –                                                | .0000495             | Journans                            | .0000280              | Fleurville                      | .0000170                 | –                         |
| Rhein                | Nordsee            | –             | FR: A---0000     | .0001.233         | davon berühren 185 km F                          | .0185.300            | Tujetsch                            | .0002.345             | Rotterdam                       | .0000000                 | .0002900                  |
| Rhins                | Loire              | rechts        | FR: K09-0300     | .0000060          | –                                                | .000000              | Thel                                | .0000760              | Roanne                          | .0000265                 | –                         |
| Rhône                | Mittelmeer         | –             | FR: V---0000     | .0000812          | davon 545 km in F                                | .0095.500            | Rhonegletscher                      | .0002.208             | Port-Saint-Louis-du-Rhône       | .0000000                 | .0002000                  |
| Rhue                 | Dordogne           | links         | FR: P0--0250     | .0000057          | –                                                | .000000              | Besse-et-Saint-Anastaise            | .0001.300             | Bort-les-Orgues                 | .0000414                 | –                         |
| Risle                | Seine              | links         | FR: H6--0200     | .0000145          | –                                                | .000000              | Planches                            | .0000275              | Berville-sur-Mer                | .0000005                 | –                         |
| Rognon               | Marne              | rechts        | FR: F51-0400     | .0000073          | –                                                | .000000              | Is-en-Bassigny                      | .0000405              | Mussey-sur-Marne                | .0000194                 | –                         |
| Roia                 | Mittelmeer         | –             | FR: Y66-0400     | .0000059          | zum Teil in I                                    | –                    | Tende                               | .0001.850             | Ventimiglia                     | .0000000                 | –                         |
| Romanche             | Drac               | rechts        | FR: W27-0400     | .0000078          | –                                                | .000000              | Villar-d’Arêne                      | .0002.300             | Champ-sur-Drac                  | .0000260                 | –                         |
| Rote Saar            | Saar               | –             | FR: A9010300     | .0000027          | –                                                | .0000107             | Abreschviller                       | .0000812              | Hermelange                      | .0000261                 | .0000001                  |
| Roubion              | Rhône              | links         | FR: V4460501     | .0000071          | –                                                | .0000610             | Chaudebonne                         | .0001.300             | Châteauneuf-du-Rhône            | .0000060                 | –                         |
| Rouloir              | Iton               | links         | FR: H4360600     | .0000049          | –                                                | .0000259             | Saint-Ouen-sur-Iton                 | .0000256              | Glisolles                       | .0000087                 | –                         |
| Rupt de Mad          | Mosel              | links         | FR: A73-0200     | .0000055          | –                                                | .0000385             | Geville                             | .0000265              | Arnaville                       | .0000173                 | .0000004                  |
| Saar                 | Mosel              | rechts        | FR: A9--0100     | .0000235          | davon ca. 129 km in F                            | .0007.431            | Hermelange                          | .0000785              | Konz                            | .0000130                 | .0000078                  |
| Saison               | Gave d’Oloron      | links         | FR: Q7--0250     | .0000054          | –                                                | .000000              | Larrau                              | .0001.166             | Autevielle-Saint-Martin-Bideren | .0000040                 | –                         |
| Salat                | Garonne            | rechts        | FR: O0--0250     | .0000074          | –                                                | .000000              | Couflens                            | .0001.016             | Roquefort-sur-Garonne           | .0000265                 | –                         |
| Salleron             | Anglin             | links         | FR: L57-0300     | .0000052          | –                                                | .0001.693            | Azat-le-Ris                         | .0000240              | Ingrandes                       | .0000079                 | –                         |
| Salon                | Saône              | rechts        | FR: U07-0400     | .0000072          | –                                                | .000000              | Culmont                             | .0000400              | Autet                           | .0000190                 | –                         |
| Sambre               | Maas               | links         | FR: D0--022-     | .0000193          | zum Teil in B                                    | .0002.740            | Le Nouvion-en-Thiérache             | .0000215              | Namur                           | .0000078                 | .0000029                  |
| Sane-Morte           | Sane-Vive          | rechts        | FR: U3470580     | .0000055          | –                                                | .000000              | Foissiat                            | .0000220              | Ménetreuil                      | .0000179                 | –                         |
| Sane-Vive            | Seille             | links         | FR: U3470500     | .0000047          | –                                                | .000000              | Lescheroux                          | .0000217              | La Genête                       | .0000174                 | –                         |
| Sânon                | Meurthe            | rechts        | FR: A68-0200     | .0000049          | –                                                | .0000292             | Avricourt                           | .0000298              | Dombasle-sur-Meurthe            | .0000204                 | .0000003                  |
| Saône                | Rhône              | rechts        | FR: U---0000     | .0000473          | –                                                | .0029.900            | Vioménil                            | .0000405              | Lyon                            | .0000162                 | .0000480                  |
| Sarthe               | Maine              | –             | FR: M---0060     | .0000314          | –                                                | .000000              | Soligny-la-Trappe                   | .0000255              | Angers                          | .0000014                 | –                         |
| Sauldre              | Cher               | rechts        | FR: K6--0250     | .0000184          | –                                                | .0002.254            | Humbligny                           | .0000270              | Châtillon-sur-Cher              | .0000070                 | .0000015                  |
| Saulx                | Marne              | rechts        | FR: F5--0200     | .0000115          | –                                                | .0002.100            | Germay                              | .0000345              | Vitry-le-François               | .0000094                 | .0000026                  |
| Save                 | Garonne            | links         | FR: O2--0290     | .0000144          | –                                                | .000000              | Lannemezan                          | .0000630              | Grenade                         | .0000100                 | –                         |
| Scarpe               | Schelde            | links         | FR: E2010600     | .0000094          | –                                                | .0001.394            | Tincques                            | .0000121              | Mortagne-du-Nord                | .0000016                 | –                         |
| Schelde              | Nordsee            | –             | FR: E1000600     | .0000360          | zum Teil in B und NL                             | .0021.863            | Gouy                                | .0000097              | Westerschelde                   | .0000000                 | .0000127                  |
| Scorff               | Blavet             | rechts        | FR: J5--0220     | .0000079          | –                                                | .000000              | Ploërdut                            | .0000240              | Lanester                        | .0000002                 | –                         |
| Sée                  | Ärmelkanal         | –             | FR: I8--0200     | .0000079          | –                                                | .0000477             | Sourdeval                           | .0000280              | Avranches                       | .0000000                 | –                         |
| Segre                | Ebro               | links         | FR: Y00-0400     | .0000265          | großteils in E                                   | .0020.000            | Llo                                 | .0002.300             | Mequinenza                      | .0000058                 | –                         |
| Seiche               | Vilaine            | links         | FR: J74-0300     | .0000097          | –                                                | .000000              | Le Pertre                           | .0000160              | Pont-Péan                       | .0000014                 | –                         |
| Seille               | Saône              | links         | FR: U34-0400     | .0000101          | –                                                | .0002.620            | Ladoye-sur-Seille                   | .0000380              | La Truchère                     | .0000170                 | .0000031                  |
| Seille               | Mosel              | rechts        | FR: A7--0100     | .0000138          | –                                                | .0001.348            | Maizières-lès-Vic                   | .0000253              | Metz                            | .0000160                 | .0000011                  |
| Seine                | Ärmelkanal         | –             | FR: 10           | .0000775          | –                                                | .0079.000            | Source-Seine                        | .0000470              | Le Havre                        | .0000000                 | .0000560                  |
| Sélune               | Ärmelkanal         | –             | FR: I9--0200     | .0000085          | –                                                | .0001.107            | Saint-Cyr-du-Bailleul               | .0000180              | Pontaubault                     | .0000000                 | –                         |
| Semme                | Gartempe           | rechts        | FR: L5134000     | .0000050          | –                                                | .0000185             | Saint-Priest-la-Feuille             | .0000407              | Droux                           | .0000185                 | .0000002                  |
| Semnon               | Vilaine            | links         | FR: J76-0300     | .0000073          | –                                                | .000000              | Congrier                            | .0000100              | Pléchâtel                       | .0000008                 | –                         |
| Semois               | Maas               | rechts        | FR: B6--0100     | .0000210          | Großteils in B                                   | .0000588             | Arlon                               | .0000405              | Monthermé                       | .0000134                 | .0000029                  |
| Senouire             | Allier             | rechts        | FR: K23-0300     | .0000063          | –                                                | .000000              | Sembadel                            | .0001.080             | Brioude                         | .0000435                 | –                         |
| Sensée               | Schelde            | links         | FR: E1560600     | .0000047          | –                                                | .000000              | Saint-Léger                         | .0000075              | Bouchain                        | .0000034                 | –                         |
| Séoune               | Garonne            | rechts        | FR: O61-0460     | .0000065          | –                                                | .000000              | Sauzet                              | .0000270              | Boé                             | .0000045                 | –                         |
| Serein               | Yonne              | rechts        | FR: F32-0400     | .0000188          | –                                                | .0003.855            | Beurey-Bauguay                      | .0000455              | Bonnard                         | .0000080                 | .0000008                  |
| Serre                | Oise               | links         | FR: H01-0400     | .0000096          | –                                                | .0001.743            | La Férée                            | .0000245              | Danizy                          | .0000052                 | .0000013                  |
| Seudre               | Atlantik           | –             | FR: S01-0400     | .0000068          | –                                                | .0000777             | Saint-Genis-de-Saintonge            | .0000040              | Marennes-Hiers-Brouage          | .0000000                 | –                         |
| Seugne               | Charente           | links         | FR: R5--0250     | .0000083          | –                                                | .000000              | Montlieu-la-Garde                   | .0000093              | Les Gonds                       | .0000003                 | –                         |
| Sèvre Nantaise       | Loire              | links         | FR: M7--0240     | .0000142          | –                                                | .000000              | Le Beugnon                          | .0000210              | Nantes                          | .0000005                 | –                         |
| Sèvre Niortaise      | Atlantik           | –             | FR: N---0060     | .0000158          | –                                                | .000000              | Sepvret                             | .0000150              | La Rochelle                     | .0000000                 | –                         |
| Sevron               | Solnan             | links         | FR: U3440500     | .0000055          | –                                                | .000000              | Val-Revermont                       | .0000330              | Varennes-Saint-Sauveur          | .0000183                 | –                         |
| Sienne               | Ärmelkanal         | –             | FR: I7--0200     | .0000093          | –                                                | .000000              | Saint-Sever-Calvados                | .0000318              | Regnéville-sur-Mer              | .0000000                 | –                         |
| Sioule               | Allier             | links         | FR: K3--0200     | .0000164          | –                                                | .000000              | Vernines                            | .0001.090             | Monétay-sur-Allier              | .0000222                 | –                         |
| Smagne               | Lay                | links         | FR: N32-0300     | .0000050          | –                                                | .000000              | Bourneau                            | .0000110              | Mareuil-sur-Lay-Dissais         | .0000010                 | –                         |
| Solnan               | Seille             | links         | FR: U34-0430     | .0000062          | –                                                | .000000              | Verjon                              | .0000230              | Louhans                         | .0000177                 | –                         |
| Somme                | Ärmelkanal         | –             | FR: E6---140     | .0000245          | –                                                | .0006.000            | Fonsomme                            | .0000086              | Saint-Valery-sur-Somme          | .0000000                 | –                         |
| Somme-Soude          | Marne              | links         | FR: F6090600     | .0000060          | –                                                | .000000              | Sommesous                           | .0000163              | Jâlons                          | .0000073                 | –                         |
| Sor                  | Agout              | links         | FR: O45-0400     | .0000061          | –                                                | .000000              | Arfons                              | .0000750              | Vielmur-sur-Agout               | .0000150                 | –                         |
| Sorgue               | Ouvèze             | links         | FR: V6150500     | .0000030          | –                                                | .000000              | Fontaine-de-Vaucluse                | .0000100              | Bédarrides                      | .0000023                 | –                         |
| Sormonne             | Maas               | links         | FR: B55-0200     | .0000056          | –                                                | .0000411             | Taillette                           | .0000365              | Warcq                           | .0000141                 | .0000006                  |
| Soulles              | Ärmelkanal         | –             | FR: I72-0400     | .0000052          | –                                                | .000000              | Percy                               | .0000176              | Orval sur Sienne                | .0000007                 | –                         |
| Suippe               | Aisne              | links         | FR: H13-0410     | .0000082          | –                                                | .0000837             | Somme-Suippe                        | .0000130              | Condé-sur-Suippe                | .0000050                 | –                         |
| Suize                | Marne (Fluss)      | links         | FR: F5050600     | .0000049          | –                                                | .000000              | Courcelles-en-Montagne              | .0000440              | Chaumont                        | .0000248                 | –                         |
| Suran                | Ain                | rechts        | FR: V28-0400     | .0000074          | –                                                | .000000              | Loisia                              | .0000380              | Varambon                        | .0000230                 | –                         |
| Sauer                | Rhein              | links         | FR: A3--0110     | .0000085          | zum Teil in D                                    | .0000806             | Eselssteige                         | .0000363              | Munchhausen                     | .0000106                 | .0000006                  |
| Tardes               | Cher               | links         | FR: K51-0300     | .0000077          | –                                                | .000000              | Basville                            | .0000750              | Budelière                       | .0000290                 | –                         |
| Tardoire             | Bonnieure          | links         | FR: R1--0400     | .0000113          | –                                                | .000000              | Pageas                              | .0000420              | Saint-Ciers-sur-Bonnieure       | .0000065                 | –                         |
| Tarn                 | Garonne            | rechts        | FR: O---0100     | .0000380          | –                                                | .0015.753            | Le Pont-de-Montvert                 | .0001.560             | Moissac                         | .0000065                 | .0000230                  |
| Taurion              | Vienne             | rechts        | FR: L0--0150     | .0000108          | –                                                | .0002.300            | Gentioux-Pigerolles                 | .0000820              | Saint-Priest-Taurion            | .0000235                 | –                         |
| Tech                 | Mittelmeer         | –             | FR: Y02-0400     | .0000084          | –                                                | .0000721             | Prats-de-Mollo-la-Preste            | .0002.460             | Argelès-sur-Mer                 | .0000000                 | .0000009                  |
| Ternin               | Arroux             | rechts        | FR: K12-0310     | .0000048          | –                                                | .000000              | Champeau-en-Morvan                  | .0000530              | Autun                           | .0000285                 | –                         |
| Tescou               | Tarn               | rechts        | FR: O49-0430     | .0000049          | –                                                | .000000              | Gaillac                             | .0000263              | Montauban                       | .0000075                 | –                         |
| Têt                  | Mittelmeer         | –             | FR: Y04-0400     | .0000116          | –                                                | .0001.369            | Angoustrine-Villeneuve-des-Escaldes | .0002.470             | Canet-en-Roussillon             | .0000000                 | .0000010                  |
| Thérain              | Oise               | rechts        | FR: H21-0400     | .0000094          | –                                                | .000000              | Gaillefontaine                      | .0000190              | Saint-Leu-d’Esserent            | .0000030                 | –                         |
| Thoré                | Agout              | links         | FR: O43-0400     | .0000062          | –                                                | .000000              | Rieussec                            | .0000800              | Castres                         | .0000162                 | –                         |
| Thouaret             | Thouet             | links         | FR: L82-0300     | .0000052          | –                                                | .000000              | Chanteloup                          | .0000210              | Taizé-Maulais                   | .0000056                 | –                         |
| Thouet               | Loire              | links         | FR: L8--0210     | .0000143          | –                                                | .000000              | Le Beugnon                          | .0000223              | Saumur                          | .0000025                 | –                         |
| Thur                 | Ill                | links         | FR: A14-0200     | .0000053          | –                                                | .0000262             | Wildenstein                         | .0000950              | Ensisheim                       | .0000210                 | .0000005                  |
| Tille                | Saône              | links         | FR: U12-0400     | .0000083          | –                                                | .000000              | Salives                             | .0000400              | Les Maillys                     | .0000180                 | –                         |
| Tinée                | Var                | links         | FR: Y62-0400     | .0000070          | –                                                | .0000705             | Saint-Dalmas-le-Selvage             | .0002.719             | Utelle                          | .0000179                 | .0000016                  |
| Ton                  | Oise               | links         | FR: H0030600     | .0000056          | –                                                | .000000              | Auvillers-les-Forges                | .0000275              | Étréaupont                      | .0000123                 | –                         |
| Touch                | Garonne            | links         | FR: O20-0400     | .0000074          | –                                                | .000000              | Lilhac                              | .0000350              | Toulouse                        | .0000125                 | –                         |
| Touloubre            | Mittelmeer         | –             | FR: Y42-0400     | .0000059          | –                                                | .000000              | Venelles                            | .0000325              | Étang de Berre                  | .0000002                 | –                         |
| Touques              | Ärmelkanal         | –             | FR: I0--0200     | .0000108          | –                                                | .000000              | Champ-Haut                          | .0000280              | Deauville                       | .0000000                 | –                         |
| Trieux               | Ärmelkanal         | –             | FR: J1--0170     | .0000072          | –                                                | .0000854             | Kerpert                             | .0000235              | Ploubazlanec                    | .0000000                 | –                         |
| Triouzoune           | Dordogne           | rechts        | FR: P09-0400     | .0000051          | –                                                | .000000              | Saint-Sulpice-les-Bois              | .0000878              | Neuvic                          | .0000191                 | –                         |
| Truyère              | Lot                | rechts        | FR: O7--0250     | .0000167          | –                                                | .0002.462            | La Villedieu                        | .0001.460             | Entraygues-sur-Truyère          | .0000228                 | .0000039                  |
| Ubaye                | Durance            | links         | FR: X04-0400     | .0000083          | –                                                | .0000946             | Saint-Paul-sur-Ubaye                | .0002.965             | Lac de Serre-Ponçon             | .0000780                 | .0000021                  |
| Vaige                | Sarthe             | rechts        | FR: M06-0310     | .0000054          | –                                                | .000000              | Saint-Léger                         | .0000113              | Sablé-sur-Sarthe                | .0000024                 | –                         |
| Vair                 | Maas               | rechts        | FR: B12-0200     | .0000065          | –                                                | .0000460             | Dombrot-le-Sec                      | .0000410              | Maxey-sur-Meuse                 | .0000266                 | .0000005                  |
| Vallière             | Solnan             | rechts        | FR: U3450500     | .0000051          | –                                                | .000000              | Revigny                             | .0000419              | Louhans                         | .0000178                 | –                         |
| Valserine            | Rhône              | rechts        | FR: V1010500     | .0000048          | –                                                | .0000395             | Divonne-les-Bains                   | .0001.165             | Bellegarde-sur-Valserine        | .0000335                 | .0000017                  |
| Vanne                | Yonne              | rechts        | FR: F35-0400     | .0000059          | –                                                | .0000990             | Fontvannes                          | .0000145              | Sens                            | .0000065                 | –                         |
| Var                  | Mittelmeer         | –             | FR: Y6--0200     | .0000114          | –                                                | .0002.820            | Entraunes                           | .0001.790             | Nizza                           | .0000000                 | –                         |
| Varenne              | Mayenne            | rechts        | FR: M31-0300     | .0000060          | –                                                | .000000              | Landigou                            | .0000240              | Ambrières-les-Vallées           | .0000095                 | –                         |
| Varenne              | Arques             | –             | FR: G2100600     | .0000039          | –                                                | .000000              | Saint-Martin-Osmonville             | .0000130              | Arques-la-Bataille              | .0000004                 | –                         |
| Vauvise              | Loire              | links         | FR: K40-0310     | .0000057          | –                                                | .000000              | Nérondes                            | .0000230              | Saint-Thibault-sur-Loire        | .0000140                 | –                         |
| Vègre                | Sarthe             | links         | FR: M05-0300     | .0000085          | –                                                | .000000              | Rouessé-Vassé                       | .0000160              | Avoise                          | .0000027                 | –                         |
| Vendée               | Sèvre Niortaise    | rechts        | FR: N---0120     | .0000082          | –                                                | .000000              | L’Absie                             | .0000210              | L’Île-d’Elle                    | .0000002                 | –                         |
| Verdon               | Durance            | link          | FR: X2--0200     | .0000167          | –                                                | .0002.294            | Allos                               | .0002.460             | Vinon-sur-Verdon                | .0000255                 | .0000027                  |
| Verdouble            | Agly               | links         | FR: Y0650500     | .0000047          | –                                                | .0000321             | Soulatgé                            | .0000750              | Estagel                         | .0000061                 | –                         |
| Vère                 | Aveyron            | links         | FR: O57-0400     | .0000053          | –                                                | .000000              | Taïx                                | .0000300              | Bruniquel                       | .0000100                 | –                         |
| Verzée               | Oudon              | rechts        | FR: M38-0300     | .0000052          | –                                                | .000000              | Soudan                              | .0000095              | Segré                           | .0000030                 | –                         |
| Vesle                | Aisne              | links         | FR: H15-0400     | .0000139          | –                                                | .000000              | Somme-Vesle                         | .0000150              | Condé-sur-Aisne                 | .0000043                 | –                         |
| Veyle                | Saône              | links         | FR: U42-0400     | .0000067          | –                                                | .000000              | Chalamont                           | .0000310              | Mâcon                           | .0000170                 | –                         |
| Vézère               | Dordogne           | rechts        | FR: P---0100     | .0000211          | –                                                | .0003.736            | Meymac                              | .0000900              | Limeuil                         | .0000050                 | .0000059                  |
| Vezouze              | Meurthe            | rechts        | FR: A6--0110     | .0000075          | –                                                | .0000563             | Angomont                            | .0000520              | Lunéville                       | .0000220                 | .0000007                  |
| Viaur                | Aveyron            | links         | FR: O5--0290     | .0000168          | –                                                | .0001.530            | Vézins-de-Lévézou                   | .0001.070             | Saint-Martin-Laguépie           | .0000155                 | .0000015                  |
| Vidourle             | Mittelmeer         | –             | FR: Y34-0400     | .0000095          | –                                                | .0000788             | Saint-Roman-de-Codières             | .0000840              | Le Grau-du-Roi                  | .0000000                 | .0000008                  |
| Vie                  | Atlantik           | –             | FR: N1--0150     | .0000062          | –                                                | .000000              | Belleville-sur-Vie                  | .0000075              | Saint-Gilles-Croix-de-Vie       | .0000000                 | –                         |
| Vie                  | Dives              | rechts        | FR: I13-0400     | .0000067          | –                                                | .0000437             | Ménil-Hubert-en-Exmes               | .0000230              | Méry-Corbon                     | .0000006                 | –                         |
| Vienne               | Loire              | links         | FR: L---0060     | .0000363          | –                                                | .0021.161            | Millevaches                         | .0000880              | Candes-Saint-Martin             | .0000033                 | –                         |
| Vilaine              | Atlantik           | –             | FR: J---0060     | .0000218          | –                                                | .0010.100            | Juvigné                             | .0000175              | Arzal                           | .0000000                 | .0000072                  |
| Vincou               | Gartempe           | links         | FR: L52-0300     | .0000050          | –                                                | .0000287             | Saint-Sylvestre                     | .0000518              | Peyrat-de-Bellac                | .0000166                 | –                         |
| Vingeanne            | Saône              | rechts        | FR: U09-0400     | .0000093          | –                                                | .000000              | Aprey                               | .0000410              | Talmay                          | .0000184                 | –                         |
| Vire                 | Ärmelkanal         | –             | FR: I4--0200     | .0000128          | –                                                | .0001.969            | Chaulieu                            | .0000304              | Les Veys                        | .0000000                 | .0000016                  |
| Vis                  | Hérault            | rechts        | FR: Y2030500     | .0000058          | –                                                | .0000481             | Arrigas                             | .0001.300             | Ganges                          | .0000143                 | .0000010                  |
| Voire                | Aube               | rechts        | FR: F12-0400     | .0000056          | –                                                | .000000              | Dommartin-le-Franc                  | .0000195              | Chalette-sur-Voire              | .0000110                 | –                         |
| Vologne              | Mosel              | rechts        | FR: A43-0200     | .0000050          | –                                                | .0000369             | Col de la Schlucht                  | .0001.220             | Jarménil                        | .0000350                 | .0000010                  |
| Vonne                | Clain              | links         | FR: L22-0300     | .0000073          | –                                                | .0001.442            | Vouhé                               | .0000210              | Vivonne                         | .0000089                 | –                         |
| Voueize              | Tardes             | links         | FR: K51-0310     | .0000054          | –                                                | .000000              | La Chaussade                        | .0000595              | Chambon-sur-Voueize             | .0000328                 | –                         |
| Weiße Saar           | Saar               | –             | FR: A9--0100     | .0000027          | –                                                | .0000080             | Grandfontaine                       | .0000710              | Hermelange                      | .0000261                 | .0000001                  |
| Yerre                | Loir               | rechts        | FR: M1114000     | .0000049          | –                                                | .000000              | Chapelle-Guillaume                  | .0000225              | Saint-Hilaire-sur-Yerre         | .0000097                 | –                         |
| Yerres               | Seine              | rechts        | FR: F4--0210     | .0000098          | –                                                | .000000              | Guérard                             | .0000130              | Villeneuve-Saint-Georges        | .0000030                 | –                         |
| Yèvre                | Cher               | rechts        | FR: K5--0230     | .0000080          | –                                                | .000000              | Gron                                | .0000185              | Vierzon                         | .0000100                 | –                         |
| Yon                  | Lay                | rechts        | FR: N34-0300     | .0000056          | –                                                | .000000              | Saint-Martin-des-Noyers             | .0000100              | Le Champ-Saint-Père             | .0000005                 | –                         |
| Yonne                | Seine              | links         | FR: F3--0200     | .0000292          | –                                                | .0010.836            | Glux-en-Glenne                      | .0000730              | Montereau-Fault-Yonne           | .0000047                 | .0000092                  |
| Yser                 | Nordsee            | –             | FR: E4900570     | .0000078          | zum Teil in B                                    | .0001.101            | Buysscheure                         | .0000027              | Nieuwpoort                      | .0000000                 | .0000003                  |
| Yvel                 | Ninian             | links         | FR: J83-0300     | .0000060          | –                                                | .000000              | Laurenan                            | .0000270              | Montertelot                     | .0000020                 | –                         |
| Zorn                 | Moder              | –             | FR: FR:          | .0000097          | –                                                | .0000757             | Dabo                                | .0000830              | Rohrwiller                      | .0000120                 | .0000006                  |
| Golo                 | Mittelmeer         | –             | FR: Y7--0200     | .0000089          | Korsika                                          | .000000              | Albertacce                          | .0002.000             | Lucciana                        | .0000000                 | –                         |
| Taravo               | Mittelmeer         | –             | FR: Y86-0400     | .0000065          | Korsika                                          | .0000482             | Palneca                             | .0001.600             | Olmeto                          | .0000000                 | –                         |

## Alphabetisch
Hier sind auch Flüsse < 50 Kilometer enthalten!

### A
Aa, Abéou, Aber Benoît, Aber Ildut, Aber Wrac’h, Abloux, Abron, Ache, Acheneau, Acolin, Adour, Aër, Aff, Agly, Agny, Agout, Agréau, Agron, Agros, Aigre, Aigronne, Aigue Agnelle, Aiguebelle, Aigue Brun, Aiguette, Aiguillon, Ailette, Aille, Ailloux, Ain, Ainan, Airaines, Aire, Airon, Airou, Aisne, Aisne (Mayenne), Aix, Aixette, Alagnon, Alagnonnette, Alauzène, Albane, Albarine, Albe, Alène, Alet, Alin, Allaine, Allanche, Allemagne, Allemette, Alleuze, Allier, Allière, Alligny, Allondon, Almont, Alrance, Altier, Alzette, Alzon, Alzou (Aveyron), Alzou (Ouysse), Amance (Mathaux), Amance (Saône), Amasse, Ambène, Ambin, Ambrone, Amezule, Ample, Ance (Allier), Ance (Loire), Ancelle, Ancre (Dives), Ancre (Somme), Ancre (Vanne), Andan, Andarge, Andelle, Andelot, Ander, Andlau, Andon, Andrable, Anès, Ange, Anger, Angillon, Anglaine, Anglin, Anguison, Anille, Annain, Anor, Ante (Aisne), Ante (Dives), Antenne, Anxure, Anzelingerbach, Anzieux, Anzon, Apance, Apatharena, Aphura, Aquiaulne, Arac, Araize, Aran, Arbas, Arbéroue, Arc (Mittelmeer), Arc (Isère), Arce (Né), Arce (Seine), Arcison, Arcomie, Arçon (Gers), Arçon (Loire), Arconce, Arcueil, Ardanavy, Ardèche, Ardenne, Ardière, Ardillière, Ardon, Ardour, Ardoux, Ardre, Ardusson, Arentèle, Argance, Argence Vive, Argence (Charente), Argens, Argentalet, Argenton, Argentouire, Argent-Double, Argent-Or, Arget, Argonce, Argos, Arguenon, Ariège, Arignan, Arize, Arly, Armance (Armançon), Armance (Yonne), Armançon, Arn, Arne, Arnette, Arnison, Arnon, Arnoult, Arnouze, Aroffe, Aron (Chère), Aron (Loire), Aron (Mayenne, Fluss), Aronde, Arot, Arques, Arrats, Arré (Brèche), Arre (Fluss), Arrêt, Arrêt-Darré, Arros, Arroux, Ars, Artaude, Artière, Artoise, Arthonnet, Artuby, Arvan, Arve, Arz, Arzon, Asco, Aspre, Asse (Benaize), Asse (Durance), Asse de Blieux, Asse de Moriez, Assou (Agout), Assou (Dadou), Aston, Atzenduerrenbach, Aubance, Aube, Aube (Ton), Aubette (Aube), Aubette (Epte), Aubette (Meulan), Aubetin, Aubin, Aubois, Auchie, Aude, Audeux, Audiernes, Audry, Augronne, Aujon, Aulne, Auloue, Aulouste, Aumance, Aume, Aunaies, Aunat, Aune, Aunelle, Aunette (Nonette), Aunette (Troësne), Auray, Aure (Ariège), Aure, Auriol, Auron, Auronce, Auroue, Aussonnelle, Aussou, Aussoue, Austreberthe, Authie, Authion, Authre, Autise, Automne, Auve, Auvestre, Auvézère, Auvignon, Auxance, Auxence, Auxois, Auzance, Auze (Alagnon), Auze (Cère), Auze (Dordogne), Auze (Lignon), Auze (Lot), Auzène, Auzon (Allier, Auzon), Auzon (Allier, Cournon), Auzon (Ardèche), Auzon (Aube), Auzon (Bouzanne), Auzon (Cèze), Auzon (Sorgue), Auzoue, Avance (Durance), Avance (Garonne), Avelon, Aven, Avène, Aveyron (Loing), Aveyron, Avière, Avon, Avre (Eure), Avre (Somme), Avresne, Ay (Ärmelkanal), Ay (Rhône), Aygou, Aygue Longue, Ayroux, Aze (Azergues), Aze (Dadou), Azergues

### B
Bachelard, Badin, Baerenbach (Doller), Bagas, Bahus, Baignon, Bailledets, Baillon (Ciron), Baillou, Bairon, Baïse, Baïse Darré, Baïsole, Baize (linker Nebenfluss der Orne), Baize (rechter Nebenfluss der Orne), Balletan, Bancel, Banche, Bandais, Bandelée, Bandiat, Banège, Banize, Banquière, Baon, Bar, Baraize, Barathon, Barba, Barbanne, Barbèche, Barbenan, Barberine, Barboue, Barboure, Barbuise, Bardes, Barentons, Barguelonne, Barres, Barrou, Barse, Barthos, Bartillat, Bas (Gabas), Bassanne, Basse (Têt), Basse Marée,  Bassecq, Bastan, Baulche, Baup, Bausse, Bave (Alagnon), Bave (Dordogne), Baye, Bayse, Baysère, Bazine, Beau, Beaune, Beaume (Ardèche), Beaume (Loire), Beauronne (Chancelade), Beauronne (Les Lèches), Beauronne (Saint-Vincent), Beauze, Bedat, Bédaule, Béez, Bel Rio, Belle (Boutonne), Belle Chère, Belle (Nizonne), Bellonne, Bélon, Belvitte, Benaize, Bénovie, Bentrix, Béoux, Béraude, Bergons (Adour), Bergons (Gave de Pau), Berle, Bernazobre, Bernès, Bernesse, Bernon, Béron (Allier), Béron (Mayenne), Béronne, Berre (Rhône), Berre (Mittelmeer), Bertrande, Bertou, Bervezou, Bès (Bléone), Bès (Drôme), Bès (Midouze), Bès (Truyère), Besbre, Bessanton, Béthune, Béthuzon, Betz, Betz (Rotte), Beuletin, Beune (Ognon), Beurc’hoat, Beuve, Beuvron (Èvre), Beuvron (Loire), Beuvron (Sélune), Beuvron (Yonne), Beuvronne, Bévéra, Beynon, Beyren, Bèze, Bezo, Bezonde, Bézorgues, Biançon, Biarque, Biaysse, Bibiche, Bickenalb, Bidasoa, Bidouze, Bief (Charente), Bief d’Ainson, Bief d’Avignon, Bief de Rollin, Bienne (Ain), Bienne (Sarthe), Biesme, Biette, Bieu, Bieudre, Bièvre (Beuvron), Bièvre (Rhône), Bièvre (Saar), Bièvre (Seine), Biez Jean, Bigotière, Billeron, Bionne (Aisne), Bionne (Loire), Birsig, Bischwald, Bist, Bivet, Blaine, Blaisance, Blaise (Eure), Blaise (Marne), Blaiseron, Blaison, Blanche, Blandenan, Blanzou, Blau (Hers-Vif), Blau (Sou), Blavet (Bretagne), Blanque, Blavet (Var), Bléone, Bléou, Bléquin, Blette, Blies, Blind, Blosne, Blourde, Boderonne, Boème, Boën, Boëre, Boisardière, Boire de Nay, Boire Torse, Bois de la Roche, Boivre, Boler, Bolès, Bon Nant, Bonde (Lévrière), Bonde (Vannon), Bonjon, Bonne, Bonne Heure, Bonnée, Bonnette, Bonnieure, Bonson, Boralde de Condom, Boralde de Saint-Chély-d’Aubrac, Boralde Flaujaguèse, Boréon, Bornant, Borne (Chassezac), Borne (Loire), Borne Orientale, Boron, Borrèze, Bos, Botoret, Bouble, Boublon,  Boucheuse, Bouchot, Boudouyssou, Bouès, Bouigane, Bouleure, Boulogne, Boulon, Boulou, Boulouze, Boulzane, Bourbince, Bourbeuse, Bourbon, Bourbre, Bourbouilloux, Bourdic, Bourdin, Bourges, Bourillon, Bourne, Bournègue, Bouron, Bourouse, Bourre, Boutescure, Boutonne, Bouvade, Boute Morte, Boute Vive, Bouvreau, Bouyon, Bouzaï, Bouzaise, Bouzanne, Boyne, Boyon, Braconne, Bradascou, Braize, Bramabiau, Brame, Bramerit, Bramont, Branlin, Bras, Braulle, Braune, Bravona, Braye, Brèche, Bréda, Brégoux, Breidenbach, Brême, Brenne (Armançon), Brenne (Cisse), Brenne (Seille), Brénon, Breon, Bresle, Bresme, Bresque, Bresse, Bretonne, Breuchin, Breuilh, Brévenne, Brévogne, Brevon (Dranse), Brévon, Brevonne, Brèze, Brézentine, Brezons, Brézou, Briance, Briande, Briant, Briante, Brignon, Brinjame, Brion, Briou, Brisse, Brive (Aveyron), Brive (Rhône), Brivet, Bromme, Broncarié, Broussau, Bruche, Bruchgraben, Brûlé, Brune, Brutz, Bruxenelle, Bruyère, Buante, Buëch, Buès, Burande, Burge, Buron, Buru (Vaige), Buternay

### C
Cabri, Cabrils, Cacherat, Cadoule, Cady, Cagne, Caillan, Cailly, Canal d’Alaric, Canal de l’Herrétang, Canal de Luzerte, Canal du Décours, Canaule, Cane, Cantache, Carança, Casaluna, Calavon, Câline, Calonne, Camedon, Cameson, Canaudonne, Cance (Orne), Cance (Rhône), Cance (Sélune), Canche (Ärmelkanal), Canche (Celle), Candé, Candesoubre, Candour, Canne (Aron), Canne (Cosson), Canner, Canterrane, Canut (Nord), Canut (Sud), Caramy, Carcasse, Cartes, Cassole, Castellane, Castera, Caudeau, Cauron, Cause, Caussels, Cayla, Cé, Céans, Cébriot, Cébron, Cédon, Ceffondet, Célé, Celle, Cens, Céor, Céou, Céphons, Cère, Céret, Cerf, Cérilly, Cernon, Céroc, Céronne, Cérou, Ceroux, Cerveyrette, Cesse, Cessière, Cèze, Chadet, Chagne, Chaise, Chalamont, Chalaronne, Chalaure, Chalaux, Châlon (Andelot), Chalon, Chalouette, Chambaron, Chambon, Chaméane, Champdieu, Chanteraine, Chapeauroux, Chapouillet, Charente, Charentonne, Charreau, Chassezac, Chat Cros, Chaume, Chaumont, Chauranne, Chavanon, Chée, Cheminon, Cher, Chéran (Fier), Chéran (Oudon), Chère, Chéronne, Cheuille, Chevalet, Chevannes, Chevry (Voire), Cheylard, Cheylat, Chèze, Chézelles, Chiers, Chironde, Chiuvone, Choisille, Cians, Ciboule, Ciboulet, Cimante, Cinq Bondes, Ciron, Cisse, Cisse Landaise, Civrais, Claduègne, Claie, Clain, Claise, Clamouse, Clamoux, Clan, Clarée, Clarence, Clauge, Claviers, Claysse, Cléon, Cléry, Cleurie, Clidane, Clignon, Cloche, Clouère, Cloux, Codi, Coëtquen Coinon, Coise, Coisetan, Cojeul, Colagne, Colâtre, Côle, Colmont, Cologne, Colombine, Colon, Colostre, Coly, Combade, Combe, Combeauté, Combs, Commerce, Comper, Conche, Cône (Don), Côney, Conie (Conie), Conie (Loir), Colin, Conne, Conon, Conroy, Coole, Coquille (Revinson), Corbionne, Corlay, Corne, Corneilla, Corong, Coronne, Corrèze, Corrèze de Pradines, Corroac’h, Corsigliese, Cosne d’Épinossous, Cosnier, Cosson, Cotey, Couarde, Couasnon, Coudanne, Coudols, Coudoulous, Coudre, Couesnon, Couëtron, Cougaing, Coulagnet, Coulazou, Coules, Coulomp, Coulon, Coumelade, Countirou, Courant de l’Hôpital, Courbière, Courme, Courtonne, Course, Cousances, Cousin, Coussane, Cousseron, Couture, Couze Chambon, Couze (Corrèze), Couze d’Ardes, Couze de Valbeleix,  Couze (Dordogne), Couze (Gartempe), Couze Pavin, Couze (Vézère), Covatte, Couzon, Crac’h, Crano, Craon, Créanton, Credogne, Crempse, Créneau, Créquoise, Cressonne, Creuse, Creuzançais, Crevon, Crévoux, Crieu, Crieulon, Crinchon, Crise, Cristillan, Croc, Croisne, Croissel, Cronce, Croix Blanche, Croulas, Crueize, Crûme, Crusnes, Cruzini, Cuisance, Cuivre, Cumane, Cure, Curé, Curraize, Cusancin

### D
Dadou, Dadounet, Dalon, Dard, Dardaillon, Daoulas, Daronne, Dathée, Dême, Démounotte, Dentelbach (Sauer), Desges, Desix, Dessoubre, Deûle, Deume, Deux-Évailles, Devise, Dheune, Dhuis, Dhuy, Diane, Diège (Dordogne), Diège (Lot), Dien, Dieuge, Digeanne, Dinan, Diosaz, Divatte, Dive (Clain), Dive (Orne Saosnoise), Dive (Thouet), Dive (Vienne), Dives, Divette (Ärmelkanal), Divette (Dives), Divette (Oise), Doa, Dognon, Doire, Doller, Dollerbaechlein, Dolo, Dolon, Dolore, Dombrot-Le-Sec (Fluss), Doménon, Don (Orne), Don (Vilaine), Donac, Donjon, Dordogne, Dordogne (Canche), Dore, Dorette, Dorlay, Dorme, Dormoise, Dorne, Dornette, Doron, Doron de Belleville, Doron de Bozel, Doron de Termignon, Doron des Allues, Doubs, Douctouyre, Doue, Doueff, Douffine, Doulaye, Doulon, Doulou, Dourbie (Hérault), Dourbie (Tarn), Dourdenne, Dourdèze, Dourdou de Camarès, Dourdou de Conques, Dourduff, Douron, Doustre, Douve, Doux, Douyge, Douze, Douzenan, Drac, Drac de Champoléon, Dragne, Draize, Dranse, Dranse d’Abondance,  Dranse de Morzine, Drauzou, Drée, Dreiangelbach, Drion, Drize, Drobie, Drôme, Drôme (Aure), Drôme (Vire), Dronne, Dropt, Droude, Drouette, Drouvenant, Druance, Drugeon, Duche, Dué, Dunière, Dunières, Durance, Durbion, Durdent, Dure, Durencuse, Durenque (Agout), Durenque (Giffou), Durèze, Durgeon, Durolle, Duyes, Duzon

### E
Eau Blanche, Eau d’Olle, Eau Mère, Eau Morte, Eau Noire (Walliser Alpen), Eau Noire (Viroin), Eau Rousse, Eau Salée, Eau Verte, Eaulne, Eberbach (Sauer), Ébron, Écaillon, Échandon, Échez, École, Écoron, Écoulottes, Egray, Égrenne, Egvonne, Ehn, Eichel, Eix, Elle (Vézère), Elle (Vire), Ellé, Ellez, Elnon, Élorn, Embène, Endre, Enéa, Engièvre, Engranne,  Ennuye, Envigne, Épie, Epte, Erclin, Erdbachgraben, Erdre, Ernée, Erre, Erve, Escalmels, Escamat, Esch, Esches, Escotais, Escou, Escourou, Escoutay, Escrebieux, Ese, Espézonnette, Espienne, Esque, Esquinson, Essonne, Estampon, Estaut, Estéous, Estéron, Estoublaisse, Estressol, Estrigon, Estrique, Estrop, Esves, Étang Villiers, Etangsort, Étel, Étier, Etze, Euche, Euille, Eure, Euron, Ével, Évoissons, Evre (Hardillon), Èvre (Loire), Evron, Eyguemarse, Eygues, Eyraud, Eyre, Eyrieux, Eysse, Èze, Ezrule

### F
Falleron, Falkensteinerbach, Fao, Fare, Farganaud, Farinelais, Fau, Fave, Faye, Fayl, Fecht, Félines (Fluss), Fensch, Fessard, Feuillade, Feyt, Fier, Filet, Fillière, Fion, Fioule, Fischbach (Andlau), Fischbach (Moder), Fium Alto, Fiumicellu, Fiumicicoli, Flambart, Flèche, Flon, Florièye, Flume, Foivre, Fontaine de Sasnières, Fontolière, Forges, Formans, Foron (Gaillard), Foron (Menoge), Fouquet, Fournel, Fournelle, Foussarde, Fouzon, Franche Doire, Franche Valeine, Frémeur, Frémur (Fréhel), Frémur (Saint-Briac), Fresquel, Frezelle, Froide Fontaine, Furand, Fure, Furan, Furans, Furieuse, Furon, Fusain

### G
Gabacut, Gabas, Gaduet, Gagne, Gailbach, Galage, Galant, Galaure, Galavette, Galaveyson, Galeizon, Gambaïse, Ganaveix, Gand, Gander, Gane, Ganguise, Ganière, Gansbach, Gapeau, Garat, Garbet, Gardijol, Gardon, Gardon d’Alès, Gardon de Sainte-Croix, Gardon de Saint-Jean, Gardonnette, Garène, Gargilesse, Garonne, Gartempe, Garun, Gat-Mort, Gault, Gave d’Aspe, Gave d’Azun, Gave d’Estaing, Gave d’Oloron, Gave d’Ossau, Gave de Cauterets, Gave de Lourdios, Gave de Pau, Gave de Sainte-Engrâce, Gaves Réunis, Gaycre, Gazeille, Gée, Gèle, Géline, Gélise, Gélon, Geloux, Général, Gensat, Ger, Gère, Gergogne, Gérize, Germaine, Gers, Gervaine, Gervanne, Gesse, Gest, Gestas, Gesvres, Geü, Geüle, Gier, Giessen, Giffou, Giffre, Gijou, Gimond (Chazelles), Gimond (Saint-Médard), Gimone, Gioulé, Gioune, Girou, Gitte, Gizia, Gland, Gland (Rhône), Glandon, Glane, Glane Dancèze, Glane de Servières, Glayeule, Glevert, Glueyre, Goazel, Goire, Golo, Gondrexange, Gorce, Gordolasque, Gorre, Gorze, Gos (Rance), Gos (Tarn), Gosne, Gouaneyre (Ciron), Gouaneyre (Douze), Gouaougue, Gouessant, Gouët, Goujonnière, Goul, Goulaine, Gourbe, Gourbillon, Gourdon, Gourgeonne, Gourgueyre, Goyen, Goze, Grand Arrigan, Grand Breitenbach, Grand Morin, Grand Riou de la Blanche, Grand Rohrbach, Grand Mortarieu, Grand Vallon, Grande Beune, Grande Garonne, Grande Thonaise, Grande Traitoire, Grandrieu, Grange Batelière, Granzon, Graon, Gratteloup, Graveron, Gravona, Gravotel, Grée, Grêne, Grenette, Grenne, Gresse, Grison, Grivette, Grolle (Fluss), Grosne, Grouche, Grozon, Gruau, Gua, Guagno, Gué Chatenay, Gué Gorand, Gueblange, Guébriand, Guenelle, Guerge, Gueyze, Guèze, Guic, Guiers, Guiers Vif, Guiel, Guignon, Guil, Guillec, Guimand, Guindy, Guinefort, Guirande, Guiroue, Guisane, Guye, Guyotte, Guyoult, Gy (Scarpe), Gyronde

### H
Hac, Haine, Hallue, Halouze, Hante, Hardillon, Harpies, Hasselbach, Haut des Fourches, Haute-Loue, Hâvre, Heimbach, Helpe Majeure, Helpe Mineure, Hem (Aa), Hengstbaechel, Hérault, Herbasse, Herbissonne, Herbon, Hérin, Hérisson, Hermance, Héron, Heronne, Hers-Mort, Hers-Vif, Hichtenbach, Hien, Hière, Les Hiès, Hoëne, Hogneau, Holzmatt, Homol, Horn, Hornbach, Houille, Houzée, Hozain, Hozien, Huillard, Huisne, Huitrelle, Hundsbach, Hure (Ciron), Hure (Meurthe), Hurtaut, Hutte, Huveaune, Huzarde, Hyère (Aulne), Hyère (Leysse), Hyrôme, Hyse

### I
Ibie, Ic, Igneraie, Ignon, Île Bernard, Ill, Ille, Illet, Illon, Imergue, Inam, Incon, Indre, Indrois, Ingon, Irance, Ire, Iron, Isable, Isac, Isch, Ise, Isère, Isle, Isole, Isop, Issoire (Boulogne), Issoire (Vienne), Issole (Var), Issole (Verdon), Isson, Iton, Ixeure, Izaute (Gélise), Izaute (Midou), Izpaxuriko Erreka

### J
Jabron (Durance), Jabron (Roubion), Jabron (Verdon), Jacre, Jade, Jaegerbaechel, Jalle, Jambée, Jaoul, Jarnossin, Jaudy, Jaunay, Jaur, Jauron, Jet, Jeu, Job (Ger), Joigne, Jolan, Jonche, Jonte, Joos, Jordanne, Jouanne, Journans, Jourre, Joyeuse (Adour), Joyeuse (Arnon), Joyeuse (Bidouze), Joyeuse (Isère), Jugnon, Juine

### K
Kaltenbaechel, Kerguidoué, Kersault, Kerustang, Kiesel, Kinderlochgraben, Kirneck, Krebsbach (Largue)

### L
Laâ, Labiou, Lacanau, Lacanche, Lafaure, Lagoin, Laignes, Laines, Lair, Laire, Laïta, Laize, Laizon, Lamalou, Lakako Erreka, Lamanère, Lamaron, Lamblore, Lambon (Garonne), Lambon (Sèvre Niortaise), Lambronnet, Lamerey, Lampy, Landbach, Lande, Landgraben (Moder, Dalhunden), Landion (Armance), Landion (Aube), Lane (Artuby), Lane (Authion), Langenbach, Langis, Langonnet, Langouyrou, Lanterne, Laquette, Larcis, Largue (Durance), Largue (Ill), Larhon, Larine, Larjo, Larone, Larté, Lary, Laste, Latay, Lathan, Latou, Latsa, Lauch, Laudot, Lauhirasse (Bidouze), Lauhirasse (Saison), Laulouze, Launet, Launette, Lauquet, Lauquette, Laurence, Laurhibar, Lausset, Laussonne, Lauter, Lauze (Gers), Lauze (Gimone), Lauzin, Lauzon (Bollène), Lauzon (Durance), Lauzon (Rhône), Laüs, Lavaldenan, Lavet, Lavézon, Lavie, Lawe, Lay, Laye, Laye du Nord, Layon, Layous, Layza, Lebot, Lède, Lées, Lées (Lannux), Leff, Léguer, Leie, Lémance, Lembous, Lemboulas, Lemme, Len, Lendou, Lène (Arros), Lène (Thongue), Lens, Lentilla, Lère, Lergue, Leschère, Léverin, Lévrière, Leyre, Lévandès, Leyrenne, Leysse, Lez (Mittelmeer), Lez (Rhône), Lez (Salat), Lèze, Lézert (Dadou), Lézert (Viaur), Liamone, Liamou, Liane, Libron, Lidenne, Lidoire, Lié, Liège, Liennet, Lièpvrette, Lieure, Lieux, Lieux de Villelongue, Lieuze, Liger, Ligne, Ligneron, Lignon (Ardèche), Lignon du Forez, Lignon du Velay, Ligoire, Ligonne, Ligoure, Lihoury, Lilsbach, Limagnole, Limetin, Limou, Linon, Linotte, Lion, Liort, Lirou (Lez), Lirou (Orb), Lis (Échez), Lison, Lisos, Lizaine, Liseron, Litroux, Livenne, Livier, Livre, Lizon Supérieur, Lizonne (Charente), Lizonne (Dronne), Lladura, Llech, Loddes, Loëze, Logne (Boulogne), Logne (Vézère), Loing (Lay), Loing (Seine), Loir, Loire, Loiret, Loisance, Loise, Loison, Lombard, Longeau, Longuève (Dué), Longuève (Sarthe), Losse, Lot, Loubière, Loue (Doubs), Loue (Isle), Louet (Adour), Louet (Loire), Louge, Loup, Lourden, Loustère, Loutre Noire, Louts, Louyre, Loyre (Corrèze), Loyre (Vézère), Lozon, Luce, Ludon, Luech, Lugaut, Luire, Lumansonesque, Lunain, Luol, Lupte, Lurus, Luttenbaechel, Lützel, Luy, Luy de Béarn, Luy de France, Luye, Luynes, Luz (Gave de Pau), Luzège, Luzeray, Luzerte, Luzou, Luzoué, Lyonne, Lys (Dordogne), Lys (Layon)

### M
Maas, Mable, Madeleine, Madine, Madoire, Madon, Madrange, Magel, Magieure, Maine (Loire), Maine (Sèvre Nantaise), Maire, Malaurie, Malgascon, Malsanne, Maltorne, Malvan, Mamou, Mamoul, Manaurie, Manchebach, Manoire, Manoise, Manse, Mantet, Marais (Auron), Maraise, Marcaissonne, Marcaoue, Marchadaine, Marche,  Marconne, Mardaing, Mardonenque, Mare (Loire), Mare (Orb), Marguestaud, Marilhou, Marillet, Markbach, Marmande, Marne, Maronne, Marque, Mars, Marsange, Marve, Masse (Vert), Masse d’Agen, Masse de Prayssas, Masse de Pujol, Mâtre, Mattes, Matz, Maulde, Mauldre, Maulne, Maumont (Corrèze), Maumont (Sourdoire), Maureillas, Maurepas, Maury (Agly), Maury (Né), Mause, Mauvais Lieu, Mauvaise (Saône), Maye, Mayenne, Mayne, Mazou, Méances, Méant, Méaudret, Méchet, Mède, Mée, Méholle, Meisenbach, Melda, Meldançon, Même, Mende, Menoge, Ménoire, Menthon, Méouge, Méouze, Méouzette, Merdanson, Merdaret, Merdereau, Merderet, Mère, Mésangueville, Mesvrin, Meu, Meurthe, Meuvette, Meuzelle, Meuzin, Meyrou,  Mézayon, Mézère, Mialan, Midou, Midouze, Miette, Mignon, Mignonne, Milleron, Mimente, Minette, Minhurièta Erreka, Miochette, Miodet, Miosson, Miouze, Moder, Moderbach, Modon, Mogne, Moince, Moignans, Moine, Moingt, Moivre, Mondot, Monne (Veyre), Monne (Vie) Montafilan, Montagné, Montane, Montenach, Montsembosc, Moosbaechel, Morbier, Morbras, Morelle, Morge (Allier), Morge (Genfersee), Morge (Isère), Morgon (Bandais), Morgon (Saône), Morlaix, Moron, Mortagne (Dordogne), Mortagne (Meurthe), Morte (Fave), Morte (Saône), Morte Parence, Morteau, Mortève, Mosel, Moselotte, Mossel, Mossig, Mosson, Motte Bucy, Mouche, Mouge, Mouillonne, Ruisseau de Moulainville, Moulde, Moulègre, Moulin (Fluss), Moulin (Luceray), Moulin du Duc, Mouline, Moulon, Mourgon, Mouscle, Mousseaux, Moussières, Mousson, Mouzon (Maas), Mouzon (Palais), Muance, Muanne, Mue, Murat, Musson, Mussy, Muze (Tarn), Muze (Vesle)

### N
Nadesse, Nahon, Nançon, Naon, Naou, Narablon, Narais, Nard, Nartuby, Natouze, Naubach, Nausonce, Nauze (Dordogne), Nauze (Viaur), Naval, Nave, Né, Néal, Néant, Négron, Nègue, Nère (Hure), Nère (Louge), Nère (Sauldre), Nès (Gave de Pau), Nesque, Neste, Neste de Couplan, Neste de Rioumajou, Neste d’Oô, Neste du Louron, Neuné, Neuvache, Nez, Niche, Nie, Nied, Nied Allemande, Nielle, Nièvre, Nièvre d’Arzembouy, Nièvre (Somme), Ninian, Nistos Nive, Nive d’Arnéguy, Nive des Aldudes, Nivelle, Nizerand, Noblette, Nohain, Noireau, Noiregoutte, Noirrieu, Nom, Nonette, Nördliche Zinsel, Norges, Notre-Dame, Noue (Garonne), Noue (Tenarre), Noues d’Amance, Nouère, Nouzet, Noxe, Noye, Nuéjouls

### O
Odet, Odon, Œil, Ognon (Acheneau), Ognon (Aude), Ognon (Saône), Oignin, Oir, Oise, Oisenotte, Oison, Olivet, Omignon, Ondaine, Orain, Orb, Orbe (Arrats), Orbe (Thielle), Orbiel, Orbieu, Orbiquet, Orbise, Orconte, Ordrimouille, Oreuse, Orge (Saulx), Orge (Seine), Orgeval, Oriège, Ornain, Ornay, Orne, Orne (Mosel), Orne Champenoise, Orne Saosnoise, Orthe, Orthon, Orvanne, Orvin, Osse, Osson, Othain, Ouanne, Ouatier, Ouche, Oudan, Oudon (Dives), Oudon (Mayenne), Oudrache, Ouère, Ouette, Ougeotte, Ouin, Oulas, Oule, Ourajoux, Ourbise, Ource, Ourche, Ourcq, Ours, Ourse, Ousse (Gave de Pau), Ousse des Bois, Ousseau, Oust, Ouvèze, Ouvèze (Privas), Ouysse, Ouzom, Oyon, Ozance, Ozanne, Oze, Ozerain, Ozolette, Ozon (Acolin), Ozon (Arras), Ozon (Serezin), Ozon (Vienne)

### P
Padozel, Paillardière, Paillon, Paillon de Contes, Palais (Clain), Palais (Isle), Palais (Lary), Palais (Thouet), Palais (Vègre), Palet, Palles, Palu, Pampeluze, Panis, Paquine, Parcelles, Passe, Payre, Payroux (Clain), Pelleterie, Penerf, Penfeld, Penzé, Perche, Péron, Pérouse, Petit Auvignon, Petit Buëch, Petit Don, Petit Gland, Petit Lane, Petit Lay, Petit Lembous, Petit Midour, Petit Morin, Petit Thérain, Petit Tolzac, Petit Vair, Petite Amance, Petite Baïse, Petite Barguelonne, Petite Blourde, Petite Boulogne, Petite Briance, Petite Cisse, Petite Creuse, Petite Duche, Petite Grosne, Petite Honnelle, Petite Leyre, Petite Maine, Petite Meurthe, Petite Rhue, Petite Rhue d’Eybes, Petite Sauldre, Petite Seille, Petite Séoune, Petite Thonaise, Peyne, Peyrencou, Peyroux, Pharaon, Pienne, Pimpine, Pinet, Piou, Pique, Pisse, Places, Plaine (Fluss), Plaine (Ternin), Planchettes, Planquette, Plongeon, Plumion, Poix, Pont Aubert, Pont Hellou, Pont Laurent, Pont Manceau, Pont Ménard, Pont Rame, Pontajou, Pontins, Ponturin, Portefeuille (Anglin), Portefeuille (Arnon), Pozon, Pralong, Prédecelle, Prée, Prunelli, Pude, Puits, Puiseaux, Py

### Q
Quartier, Quatelbach, Queffleuth, Queue d’Ane, Queugne, Queune, Quilliene, Quillimadec, Quiloury, Quincampoix

### R
Rabioux, Rabodeau, Rafié, Rahin, Rahun, Raille, Raille (Rhône), Ramberge, Ramel, Rampenne, Rance (Atlantik), Rance (Célé), Rance (Luy), Rance (Tarn), Rançon, Rancure, Rasthène, Ravet, Ravillon, Rawe, Réal, Réal Martin, Réallon, Réart, Rebenty (Aude), Rebenty (Fresquel), Recologne, Redan, Regersgraben, Rémarde (Orge), Rémarde (Voise), Remel, Remontalou, Rémouly, Renaison, Renarde, Renne, Rennes, Renon (Fouzon), Renon (Veyle), Rère, Resaigne, Ressègue, Rèsie, Resson, Restonica, Retjons, Retourne, Retz, Réveillon (Epte), Réveillon (Loir), Réveillon (Vienne), Réveillon (Yerres), Reverotte (Dessoubre), Réverotte (Loue), Revinson, Reyran, Reyssouze, Reyssouzet, Rhein, Rhins, Rhône (Mittelmeer), Rhône (Huisne), Rhonelle, Rhonne, Rhôny, Rhue, Riaille, Riaille (Apt), Rialsesse, Ribeirotte, Ribière (Sioulet), Ribière (Vienne), Rieu Massel, Rieu Sec, Rieu Tort, Rieutord (Hérault), Rieutort (Orb), Rigotte, Rimande, Rimarde, Rimbez, Rimeize, Ringoire, Riou de Jabron, Riou Mort, Riou Viou, Rioumau, Ris Oui, Risle, Risse, Riuferrer, Rivalier, Rivièrette (Sambre), Rivièrette (Boudouyssou), Rizonne, Rizzanese, Roanne (Corrèze), Roanne (Drôme), Roanne (Meurthe), Roannes, Roboul, Roche, Rochette, Rode, Rodiveau, Rôge, Rognon (Marne), Rognon (Scey), Roizonne, Rollon, Romaine, Romanche, Romanée, Romme, Rongeant, Rosay Nord, Roseix,  Roselle, Rosemontoise, Rosette, Rossel, Rossignol, Rothbach, Rotte, Roubion, Roudeau, Roudon, Rougeanne, Roule Crotte, Rouloir, Roumer, Roussimort, Rousine, Rouvre, Roya, Rozeille, Rozière, Ru de Bonneval, Ru de Gally, Ru de Piétrée, Ru de la Vallée Javot, Rucher, Ruisseau du Ruet, Ruillat, Rujoux, Runes, Runio, Ruols, Rupt (Allaine), Rupt de Mad

### S
Saâne, Saar, Sablonne, Saget, Sagonnin, Saine, Saint-Ange, Saint-Antoine, Saint-Bertrand, Saint-Bonnette, Saint-Branchs, Saint-Fergeux, Saint-Georges, Saint-Geyrac, Saint-Jean, Saint-Lambert, Saint-Landon, Saint-Martin, Saint-Nazaire, Saint-Nicolas, Saint-Niel, Saint-Pierre, Sainte-Rose, Saire, Saison, Sal, Salagou, Salaison, Salat, Salembre, Salereine, Salesse, Saleys, Saliouse, Salindrenque, Salindres,   Salleron, Salmouille, Salon, Salon (Aube), Sambre, Sandron, Sane-Morte, Sane-Vive, Sange, Sanguèze, Sanne, Sânon, Sant, Santoire, Saône, Saônelle, Sarce, Sarenne, Sarrampion, Sarre, Sarsonne, Sart Labbé, Sarthe, Sarthon, Sasse, Saucats, Saudrenne (Antenne), Saudrenne (Boutonne),  Saudrune (Touch), Saudrune (Garonne), Sauer, Sauermattgraben, Saulces, Sauldre, Sault, Saulx, Saumort, Saunade, Saune, Saurat,  Sausse, Sausseron, Sauvanie, Sauves, Sauzay, Sauzignac, Savasse, Save, Savières, Savoureuse, Saye, Sazée, Scardon, Scarpe, Scey, Scie, Scye, Schangenbach, Scheer, Schelde, Schletterbach, Schlierbach, Schmelzbach, Schuesselthalbaechel, Schwalb, Schwangerbach, Schwarzbach, Scorff, Sèchenat, Sèchevaux, Sedelle, Sédon, Sée, Seebach (Seltzbach), Seelbach, Ségur, Seiche, Seignal, Seigneulle, Seille (Mosel), Seille (Saône), Seillonne, Seine, Selle (Schelde), Selle (Somme), Seltzbach, Sélune, Selves, Selvet, Semence, Semène, Semine, Semme, Semnon, Semoigne, Semois, Sémouse, Senouire, Sensée, Séoune, Sept Fonds, Séran, Sère, Serein (Meu), Serein (Yonne), Sereine (Meuzin), Sereine (Rhône), Serène, Serpentine, Serre (Aveyron), Serre (Oise), Servais, Servon, Servonne, Sesserant, Seudre, Seuge, Seugne, Seulles, Sévenne, Séveraisse, Sèves, Sèvre Nantaise, Sèvre Niortaise, Sevron, Seygouade, Seye, Seymard, Seynes, Siagne, Siagnole, Sianne, Sichon, Sienne, Siguer, Simbach (Saar), Sinaise, Siniq, Sinotte, Sionne, Sios,  Sioule, Sioulet, Sioulot, Sixtre, Slack, Smagne, Soanan, Soire, Sole, Solenzara, Solin, Solnan, Sologne, Soloire, Solre, Sommaire, Somme (Ärmelkanal), Somme (Loire), Somme-Soude, Sommette, Sonate, Son-Sonnette, Sonne, Sonnette (Son), Sonnette (Vallière), Sor, Sorgue (Ouvèze), Sorgues, Sorme, Sormonne, Sorne, Sornin, Sou (Aude), Sou (Lagrasse), Sou (Vignevieille), Souche, Soudaine, Soude, Soudeillette, Souffel, Soulane, Souloise, Soulles, Soultzbach (Largue), Soultzbach (Moder), Soultzbach (Sauer), Soumès, Sourdoire, Sousson, Soussouéou Gave, Soust, Souvigne, Souy, Souye, Steinbach (Andlau), Steinbach (Sauer), Stêr Goanez, Strengbach, Suarcine, Südliche Zinsel, Sueurre, Suhihandia, Suin, Suippe, Suize, Sullé, Sulon, Sumène (Dordogne), Sumène (Loire), Steïr, Sumpfgraben, Superbe (Aube), Superbe (Saône), Suran, Sure, Surgeon, Suriauville (Fluss), Surmelin, Suze, Suzon (Ouche), Suzon (Varèze), Sye

### T
Tacon, Tagnone, Tailladès, Taisonne, Talaron, Talie, Tamout, Tancanne, Tanche (Clauge), Tanche (Sarthe), Taravo, Tardes, Tardoire, Tarentaine, Tareyre, Tarn, Tarnauds, Tarnon, Tarsy, Tartagine, Tartasse, Tarun, Tâtre, Tave, Taude, Tauge, Taurion, Taurou, Taute, Tavignano, Tech, Têche, Tédèlou, Teissoux, Tenarre, Tenise, Tenten, Tenu, Ternay, Ternin, Ternoise, Terrette, Terrouin, Tescou, Tescounet, Tessonne, Têt, Teyssonne, Thalbach, Thar, Tharonne, Théols, Thérain, Thernille, Thérouanne, Thésauque, Thève, Thèze, Thin, Thines, Thinte, Thironne, Tholon, Thomas Baechel, Thongue, Thonne, Thoré, Thouane, Thouaret, Thouet, Thur, Thure, Thus, Tialle, Tiermattgraben, Tille, Tilleul, Tinée, Toison, Tolerme, Tolzac, Ton, Toranche, Torgan, Torrent de Corbières, Tortonne, Totenbach, Touch, Touloubre, Toulourenc, Tounolle, Touques, Tourbe, Tourmente (Dordogne), Tourmente (Indrois), Tournefeuille, Tournesac, Touroulet, Touvre, Touyre, Traîne Feuilles, Traire, Trait, Trambouzan, Trambouze, Transon, Trautbach, Tréboul, Trec de la Greffière, Trèfle, Treulon, Trévelo,  Trèvezel, Trévoux, Trézée, Trézence, Trézon, Trian, Triboulin, Trie, Trieux (Ärmelkanal), Trieux (Tardoire), Trincou, Triouzoune, Tripoulin, Troësne, Trois Doms, Trois Moulins, Tronçon, Trualbe, Truyère, Tude, Turdine, Tursan, Tusson, Tyx

### U
Ubaye, Ubayette, Udon, Urbise, Ure, Usses, Usure, Uzan

### V
Vachères, Vadelaincourt, Vaige, Vair, Vaïre, Vayre, Val de Gris, Val du Breuil, Val d’Arol, Valdange, Valençon, Valette, Valière, Vallée (Erdre), Vallée de la Charentonne, Vallée de Paray, Vallée de Reuse, Vallière, Valoine, Valloirette, Vallon de Mollières, Valouse (Ain), Valouse (Isle), Valserine, Vandaine, Vandène, Vandenesse, Vandœuvre, Vandre, Vanne (Ébron), Vanne (Sienne), Vanne (Yonne), Valses, Vandy, Vannon, Vanson, Var, Varenne (Arques), Varenne (Mayenne), Varenne (Œil), Varèze, Vassé, Vau, Vaucouleurs, Vau de Bouche, Ruisseau des Vauches, Vaudelle, Vaunoise, Vauvise, Vauvre, Vaux, Vauxonne, Veauce, Veauvre, Vèbre, Vecchio, Vée, Vègre, Veines, Venant, Vence (Isère), Vence (Maas), Vendage, Vendée, Vendelogne, Vendinelle, Vendline, Vendrenneau, Venelle, Vénéon, Véore, Verdon, Verdonnelle, Verdouble, Verdun, Verdurette, Vère (Aveyron), Vère (Noireau), Verlorenerbach, Vermenon, Vern, Vernaisson, Vernassonne, Vernazobre, Verneigette, Vernet, Vernisson, Vernon (Petite Sauldre), Vernon (Romanche), Vernoux, Véronne, Verraux, Vers, Verse, Versoix, Vert (Gave d’Oloron), Vert (Lot), Vert de Barlanès, Vertonne, Verzée, Vesgre, Vesle, Vésubie, Veude, Veuve, Veuvre, Veyle, Veynon, Veyre (Allier), Veyre (Célé), Vezan, Vézanne, Vèze (Saône), Vézère, Vézone, Vezouze, Vialote, Vianon, Viau, Viaur, Vicdessos, Vicoin, Vidourle, Vie (Atlantik), Vie (Dives), Vienne, Vière, Viette (Thouet), Viette (Vie), Vieux Cher, Vieux Jonc, Vieux Pres, Vige, Vignague, Vignole, Vilaine, Villeneuve, Villette, Villesavoie, Vilpion, Vimbelle, Vimeuse, Vincou, Vingeanne, Violette, Violon, Vionène, Viosne, Vioulou, Vire, Virène, Virenque, Virlange, Viroin, Virvée, Vis, Visandre, Vistre, Vive Parence, Vixiège, Vizezy, Voirat, Voire, Voise, Voise (Vezouze), Volane, Vologne, Vonne, Volp, Voueize, Vouge, Voulzie, Voutonne, Vouzance, Voye, Vraine, Vrille, Vrin

### W
Wappachgraben, Weinbaechel, Weiss, Wengelsbach, Willenbachgraben, Wimereux, Wiseppe, Woigot

### Y
Yaigne, Yar, Yères, Yerre, Yerres, Yèvre, Yèvre (Auve), Yon, Yonne, Yoson, Yre, Yron, Yser, Ysieux, Yvel, Yvette, Yvron, Yzeron

### Z
Zeltenbaechel, Zorn